# Skopje
Skopje (mazedonisch Скопјеⓘ [ˈskɔpjɛ]; albanisch Shkupi, indefinit Shkup) ist die Hauptstadt Nordmazedoniens und mit über 520.000 Einwohnern zugleich die größte Stadt des Landes. Über 28 % der Bevölkerung Nordmazedoniens leben in dieser Großstadt.
Bereits im antiken Scupi am selben Ort des heutigen Skopje siedelten Menschen am Vardar. Mit seiner zwei Jahrtausende zurückreichende Besiedlungsgeschichte ist Skopje eine der ältesten noch bewohnten Städten Südosteuropas.
Die Universitätsstadt ist Hauptort der gleichnamigen Großgemeinde wie auch Sitz der wichtigsten staatlichen Organe der drei Gewalten: des Verfassungsgerichts, des Parlamentes und der Regierung. Sie ist durch die größte Universität Nordmazedoniens und die 1946 gegründete Nationalbank sowie die 1995 eröffnete Mazedonische Börse wichtiges wissenschaftliches und finanzielles Zentrum des Landes.
Skopje ist Erzbischofssitz der Mazedonisch-Orthodoxen Kirche und Sitz der Islamischen Glaubensgemeinschaft Nordmazedoniens – eines sunnitischen Großmuftiats – und bildet den religiösen Mittelpunkt des Balkanlandes.
Wegen des häufigen Smogs in den Wintermonaten gehört Skopje zu den Städten mit der größten Luftverschmutzung Europas.

## Name
Von den Römern gegründet wurde der Ort lateinisch Scupi genannt. Daraus abgeleitet sind alle weiteren, später entstandenen Stadtbezeichnungen in den verschiedenen Sprachen: mazedonisch Скопје Skopje, albanisch Shkupi bzw. Shkup (bestimmte bzw. unbestimmte Form), türkisch Üsküp, aromunisch Scopia, bulgarisch Скопие Skopie, serbisch Скопље Skoplje und griechisch Σκόπια Skopia. In osmanischer Herrschaftszeit war auch die Form Üsküb gebräuchlich.

## Geographie

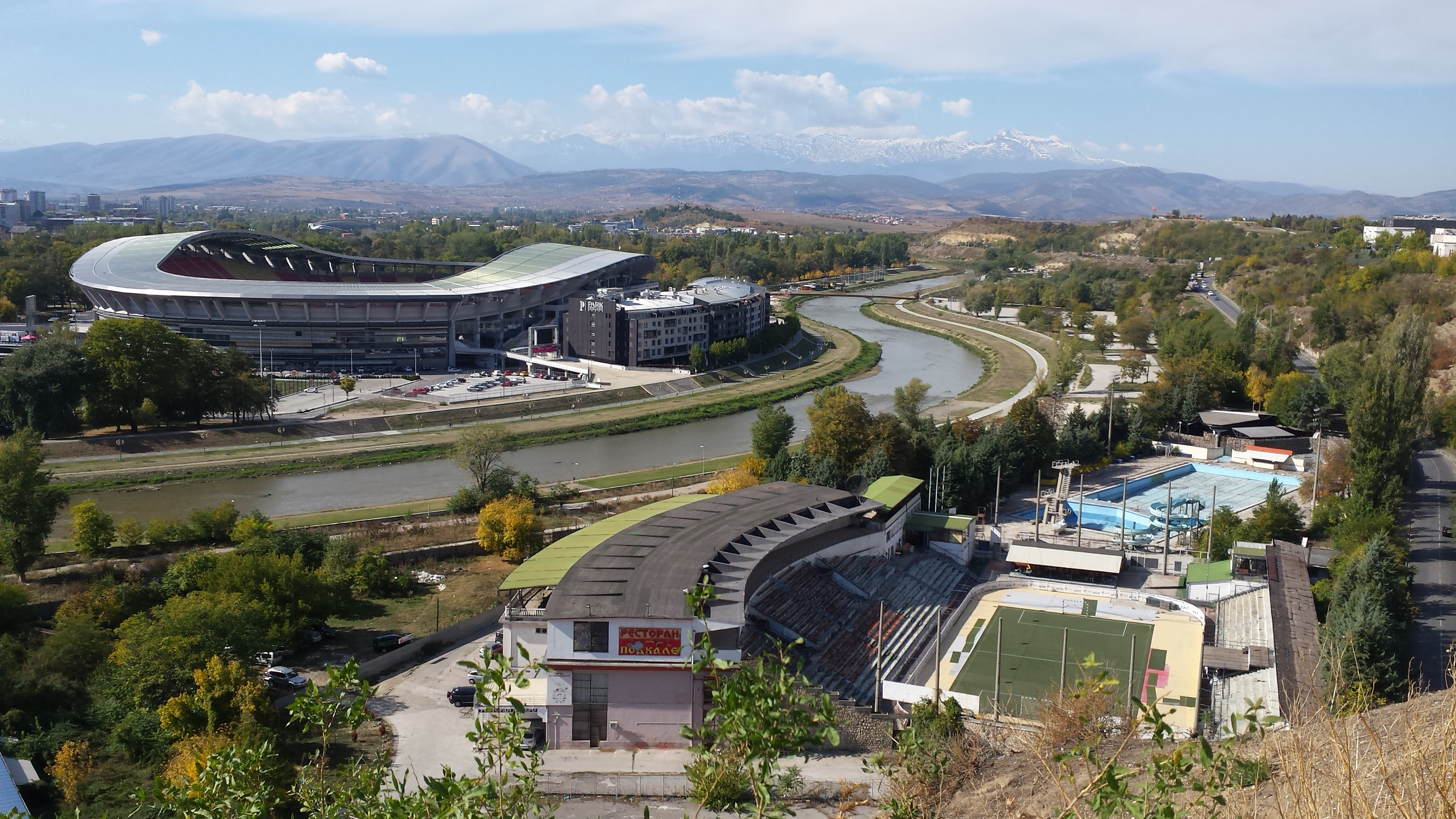
Der Vardar mäandriert durch die Hauptstadt des Landes, wie hier beim Fußballstadion Toše Proeski westlich der Innenstadt

### Lage
Die geographische Lage des Makedonija-Platzes (früher Marschall-Tito-Platz) im Stadtzentrum ist 41° 59′ 45" nördlicher Breite und 21° 25′ 53" östlicher Länge. Die größte Ausdehnung des Stadtgebiets in Ost-West-Richtung beträgt rund 33 Kilometer, in Nord-Süd-Richtung etwa 10 Kilometer. Die Stadt hat eine Fläche von 210 Quadratkilometern.
Skopje liegt im Norden der Republik Nordmazedonien, etwa 18 Kilometer südlich der Grenze zum Kosovo. Von Westen nach Osten durchfließt der Fluss Vardar das Stadtgebiet, im Süden erhebt sich der Hausberg Vodno. Die Stadt gibt dem Becken von Skopje seinen Namen, welches Skopje (10 %) und zahlreiche andere Gemeinden (90 %) umfasst. Zum Osten hin öffnet sich diese Hochlandschaft und geht in das breite und fruchtbare Tal des Vardar über, welches Nordmazedonien von Nordwesten nach Südosten durchzieht.
Die Entfernungen von Skopje zu den Hauptstädten der Nachbarländer Nordmazedoniens werden in der nachfolgenden Tabelle veranschaulicht.
| Hauptstadt | Land         | Entfernung (Luftlinie) | Himmelsrichtung |
| ---------- | ------------ | ---------------------- | --------------- |
| Pristina   | Kosovo       | 75 km                  | Norden          |
| Belgrad    | Serbien      | 320 km                 | Norden          |
| Sofia      | Bulgarien    | 175 km                 | Nordosten       |
| Athen      | Griechenland | 490 km                 | Süden           |
| Tirana     | Albanien     | 150 km                 | Südwesten       |

### Geologie
Nordmazedonien liegt in einer seismologisch äußerst aktiven Region zwischen der Eurasischen und der Afrikanischen Platte. Die genaue Grenze ist unklar, da die Eurasische Platte in diesem Gebiet in mehrere kleinere Platten zerfällt. Hier ist vor allem die Apulische Platte zu nennen, die Italien und das Dinarische Gebirge umfasst.
Skopje liegt grob betrachtet in einer geologischen Übergangszone zwischen dem Dinarischen Gebirge im Nordwesten und den Rhodopen im Osten. Dieser tektonische Graben wird Morava-Vardar-Furche genannt und ist von zahlreichen tektonischen Störungen und Aktivitäten geprägt, wovon unter anderem die drei Erdbeben in der Stadtgeschichte (518, 1515 und 1963) zeugen. Das von Gebirgen umringte Becken von Skopje hat eine Fläche von 2100 km².

### Gewässer

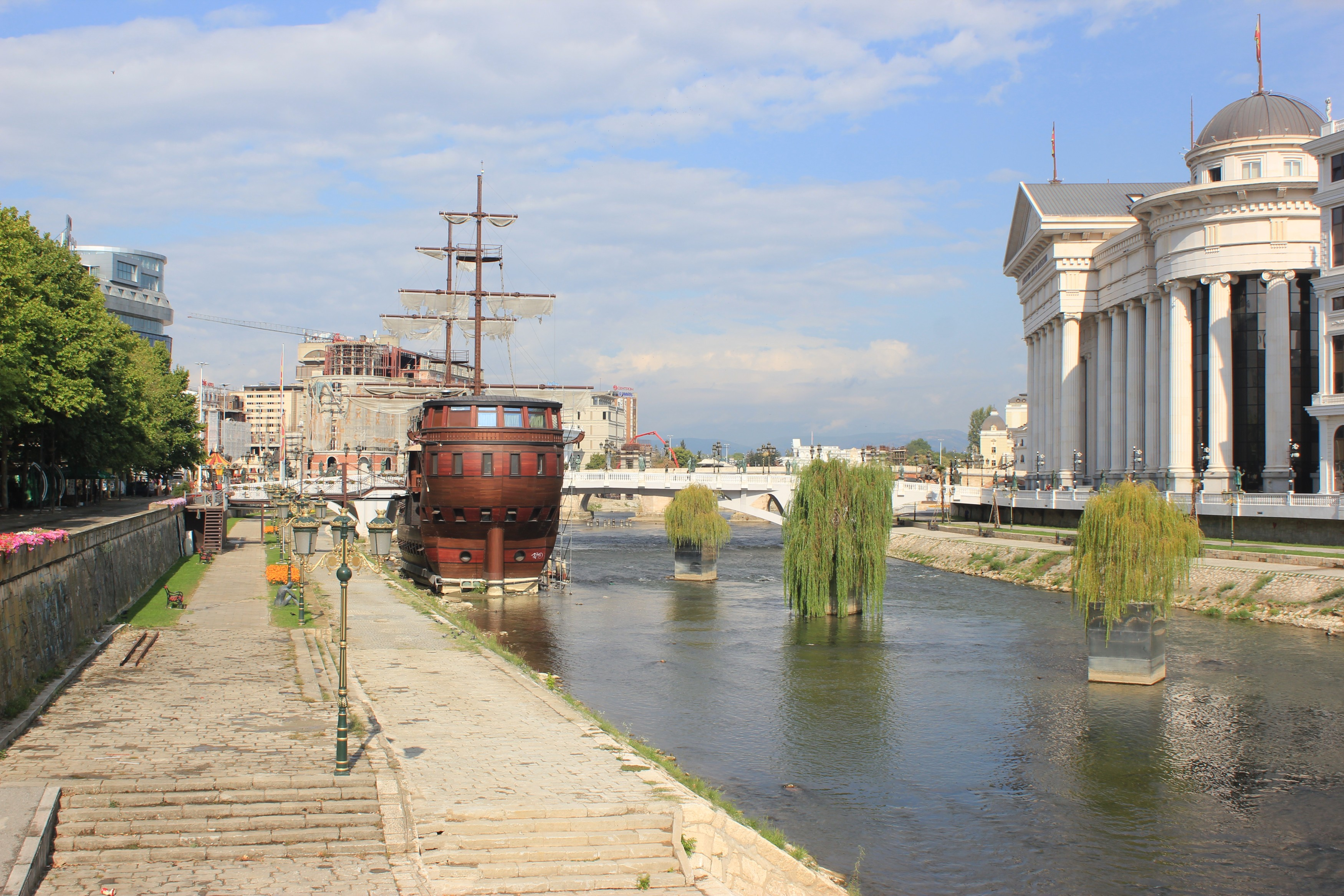
Der Vardar im Stadtzentrum von Skopje

Der beim 90 Kilometer entfernten Gostivar entspringende Fluss Vardar fließt durch die Stadt und wird im Sommer von Bade- und Schwimmgästen benützt. Zahlreiche Mäander und Brücken – darunter die bekannte Steinbrücke (Kamen Most) – prägen das Flussbild.
Neben dem Vardar gibt es noch weitere kleinere Flüsse, die allesamt in den Vardar münden. Zu den wichtigsten zählt die Treska, die im Westen der Stadt (Bezirk Gjorče Petrov) beim Krankenhaus Sveti Lazar in den Vardar mündet. In seinem Oberlauf wird der Fluss zum Matkasee gestaut, der als neuntgrößter See Nordmazedoniens gilt. Mit seinen vielen Höhlen und den tiefen Canyons zählt der See als Naturattraktion für Touristen.
Der Lepenac entspringt in der Nähe der kosovarischen Stadt Prizren und mündet nach 75 Kilometern im Stadtviertel Zlokučani im Westen der Stadt innerhalb des Bezirks Karpoš in den Vardar. Er ist der drittlängste Fluss in Skopje.

### Stadtgliederung
Die Opština der Stadt Skopje gliedert sich seit der Reform des gesamten mazedonischen Verwaltungssystems von 2004 in zehn Stadtbezirke, die je einen eigenen Bürgermeister, einen Rat, ein Wappen, eine Flagge und über politische Kompetenzen verfügen. Ein besonderes Merkmal dieser Opštini ist, dass sie oft nicht nur Stadtteile von Skopje umfassen, sondern auch andere Ortschaften außerhalb des urbanen Raumes der Hauptstadt.
| Nummer    | Gemeindename  | Fläche (km²) | Einwohner (Volkszählung 2002) | Bevölkerungsdichte (Einwohner/km²) | Die 10 Stadtbezirke |
| --------- | ------------- | ------------ | ----------------------------- | ---------------------------------- | ------------------- |
| 1         | Aerodrom      | 21,85        | 72.009                        | 3.295,61                           | Die 10 Stadtbezirke |
| 2         | Butel         | 54,79        | 36.154                        | 659,86                             | Die 10 Stadtbezirke |
| 3         | Čair          | 3,52         | 64.773                        | 18.401,42                          | Die 10 Stadtbezirke |
| 4         | Centar        | 7,52         | 45.412                        | 6.038,83                           | Die 10 Stadtbezirke |
| 5         | Gazi Baba     | 110,86       | 72.617                        | 655,03                             | Die 10 Stadtbezirke |
| 6         | Gjorče Petrov | 66,93        | 41.634                        | 622,05                             | Die 10 Stadtbezirke |
| 7         | Karpoš        | 35,21        | 59.666                        | 1.694,58                           | Die 10 Stadtbezirke |
| 8         | Kisela Voda   | 34,24        | 57.236                        | 1.671,61                           | Die 10 Stadtbezirke |
| 9         | Saraj         | 229,06       | 35.408                        | 154,58                             | Die 10 Stadtbezirke |
| 10        | Šuto Orizari  | 7,48         | 22.017                        | 2.943,45                           | Die 10 Stadtbezirke |
| Insgesamt | Stadt Skopje  | 571,46       | 506.926                       | 887,07                             | Die 10 Stadtbezirke |

### Klima
In der Umgebung von Skopje herrscht meist ein Übergangsklima von kontinental zu mediterran. Die Winter sind niederschlagsreich und kalt, die Sommer niederschlagsarm und warm. Durch gestaute Hitze im Becken von Skopje ist es hier jedoch weitaus wärmer als im Rest des Landes. Die Jahresmitteltemperatur beträgt 12,1 Grad Celsius und die durchschnittliche Jahresniederschlagsmenge etwa 504 Millimeter.
Die wärmsten Monate sind der Juli und der August mit 22,3 Grad Celsius im Mittel, der kälteste der Januar mit durchschnittlich 0,2 Grad Celsius. Der meiste Niederschlag fällt im Monat Mai mit 60 Millimeter im Mittel, der geringste im August und September mit 27 bzw. 36 Millimeter.
|                       | Jan  | Feb  | Mär  | Apr  | Mai  | Jun  | Jul  | Aug  | Sep  | Okt  | Nov  | Dez  |   |       |
| Mittl. Tagesmax. (°C) | 5,4  | 8,6  | 13,6 | 18,8 | 23,9 | 27,5 | 30,2 | 30,3 | 26,4 | 20,0 | 12,4 | 7,1  | ⌀ | 18,7  |
| Mittl. Tagesmin. (°C) | −2,1 | −0,3 | 2,9  | 7,0  | 11,3 | 14,3 | 16,1 | 15,9 | 12,7 | 8,0  | 3,7  | −0,3 | ⌀ | 7,5   |
|                       |      |      |      |      |      |      |      |      |      |      |      |      |   |       |
| Niederschlag (mm)     | 42,8 | 40,4 | 44,1 | 48,4 | 64,6 | 55,6 | 42,7 | 36,3 | 41,8 | 47,9 | 62,3 | 54,4 | Σ | 581,3 |
|                       |      |      |      |      |      |      |      |      |      |      |      |      |   |       |
| Regentage (d)         | 10,4 | 10,2 | 11,2 | 11,8 | 12,6 | 10,3 | 7,3  | 6,8  | 6,9  | 8,0  | 10,7 | 11,6 | Σ | 117,8 |

| −2,1 |

| −0,3 |

| 2,9 |

| 7,0 |

| 11,3 |

| 14,3 |

| 16,1 |

| 15,9 |

| 12,7 |

| 8,0 |

| 3,7 |

| −0,3 |

| −2,1 |

| −0,3 |

| 2,9 |

| 7,0 |

| 11,3 |

| 14,3 |

| 16,1 |

| 15,9 |

| 12,7 |

| 8,0 |

| 3,7 |

| −0,3 |

## Bevölkerung
Skopje ist, bezogen auf Einwohner und Fläche, die größte Stadt Nordmazedoniens: Rund ein Drittel der Landesbevölkerung ist in der Stadt am Vardar wohnhaft. Verschiedene Ethnien, Sprachen und Religionen kennzeichnen die Bevölkerungsstruktur.
Im Jahr 2002 war die letzte Volkszählung Nordmazedoniens, damals zählte die Gemeinde der Stadt Skopje 506.926 Einwohner. Etwa 2,52 Prozent davon oder 12.774 Personen waren Analphabeten und rund 28,46 Prozent beziehungsweise 144.271 Personen waren arbeitslos. Laut Fortschreibung des Statistischen Amtes hatte Skopje am 30. Juni 2015 bereits 544.086 Einwohner.

### Ethnien und Sprachen
Wie in großen Teilen des Landes leben auch in Skopje verschiedene Ethnien miteinander. Für 2002 bezeichneten sich von den 506.926 Einwohnern 338.358 (66,75 %) als slawische Mazedonier, 103.891 (20,49 %) als Albaner, 23.475 (4,63 %) als Roma, 14.298 (2,82 %) als Serben, 8.595 (1,70 %) als Türken, 7.585 (1,50 %) als Bosniaken, 2.557 (0,50 %) als Aromunen und 8.167 (1,61 %) gaben eine andere Volksgruppe an.
Die Sprachen mit den meisten Muttersprachlern waren 2002 Mazedonisch, Albanisch, Romani, Serbisch, Türkisch und Bosnisch.

### Religionen
Die Religionen mit den meisten Anhängern sind das Orthodoxe Christentum und der Islam sunnitischer Ausprägung. Daneben gibt es Minderheiten an Katholiken, Protestanten, Reformierten und auch wenige Juden. Die orthodoxen Mazedonier sind größtenteils in der Mazedonisch-Orthodoxen Kirche organisiert, deren Metropolit in Skopje residiert, auch wenn sich der Bischofssitz nominell in Ohrid befindet. Ein Großteil der muslimischen Albaner gehört der Islamisch-Gläubigen Vereinigung in der Republik Mazedonien (alb. Bashkësia Fetare Islame në Republikën e Maqedonisë) an. Der Großmufti Nordmazedoniens hat seinen Sitz in der Hauptstadt.

## Geschichte

### Stadtgeschichte

#### Entstehung von Scupi

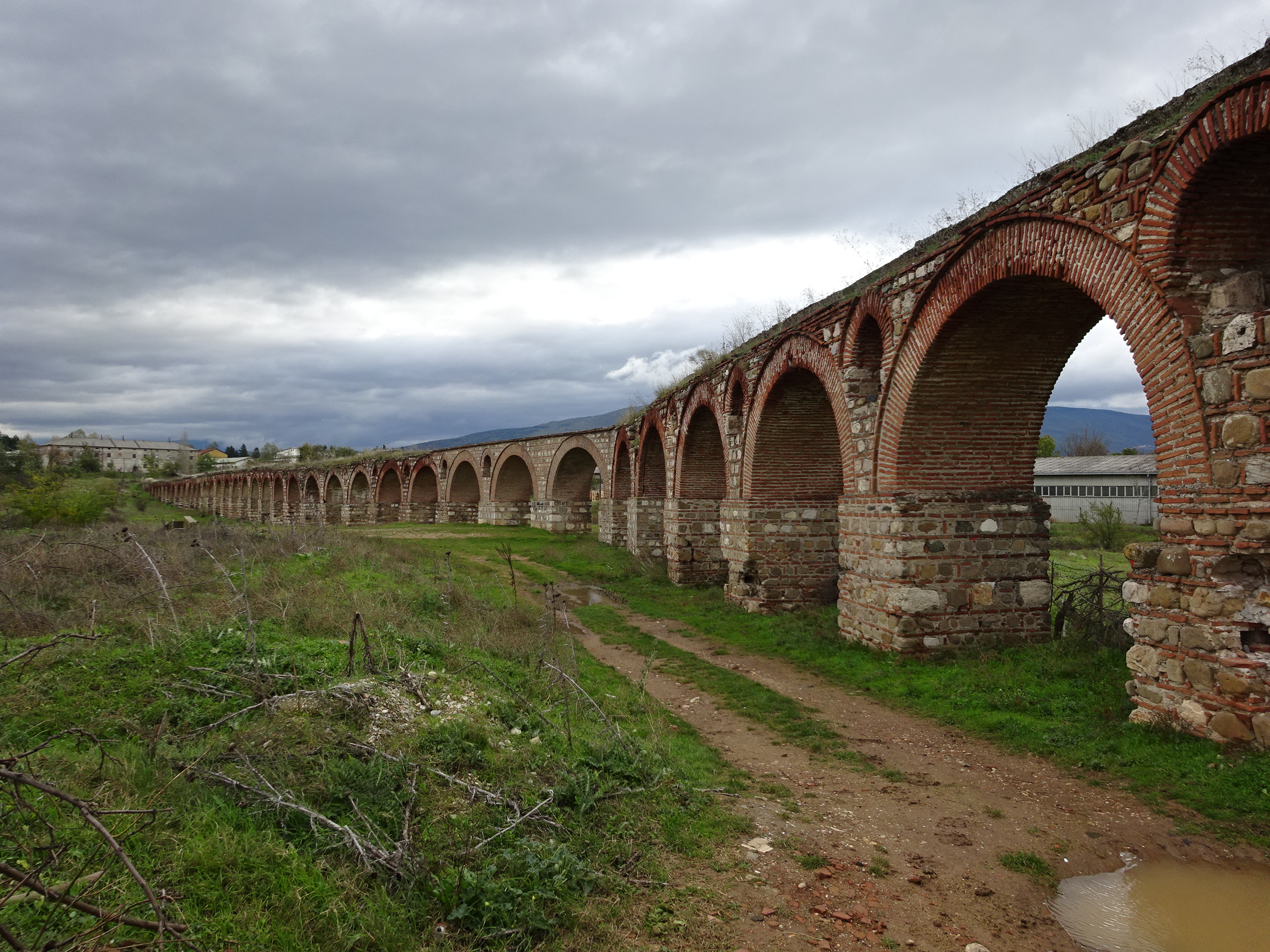
Der römische Aquädukt

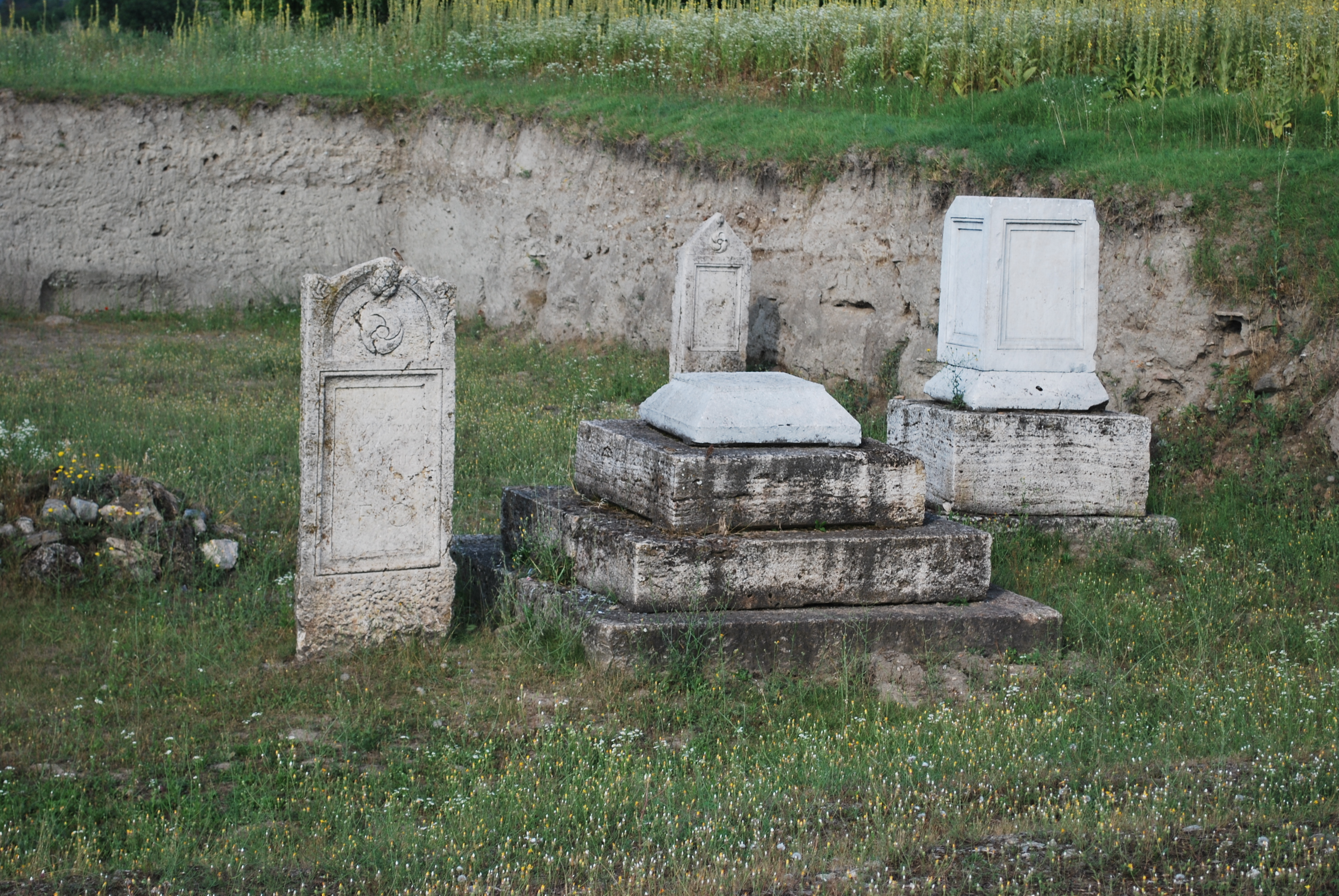
Römische Gräber in Scupi

Die frühesten Spuren menschlicher Besiedlung im Raum Skopje wurden innerhalb der Festung Kale gefunden. Sie datieren aus der Jungsteinzeit und sind über 6000 Jahre alt. Die von Archäologen zu Tage gebrachte Siedlung ist von einem noch unbekannten Volk gegründet worden, das von der Jungsteinzeit bis zur Frühen Bronzezeit über einige Jahrhunderte in der Region lebte.
Die ersten bekannten Siedler in der Umgebung von Skopje waren die Triballer, die zu den Thrakern gehörten. Nach ihnen kamen die Päonier, doch im 3. Jahrhundert v. Chr. konnten die Dardaner, ein illyrischer Stamm, das Gebiet besetzen und sie gründeten ein großes Königreich, das von der Scupi genannten Siedlung über Naissus im Norden bis hin zu den Albanischen Alpen im Westen reichte. Die Dardaner erklärten im 2. Jahrhundert v. Chr. Scupi zu ihrer Hauptstadt und dehnten ihr Reich bis nach Bylazora (beim heutigen Veles) im Süden aus.
Die Römer eroberten im Zuge der Makedonisch-Römischen Kriege 168 v. Chr. auch das Reich der Dardaner, doch jahrzehntelang konnten sie ihre Herrschaft in Makedonien und Illyrien nur spärlich durchsetzen. Der römische Kaiser Domitian (81 bis 96 n. Chr.) siedelte zu Beginn seiner Herrschaft Veteranen der Legionen I Italica, III Augusta, IV Macedonica, V Macedonica, V Alaudae, IIII Flavia und VII Claudia in der einem Militärlager ähnelnden Siedlung Scupi an. Der Ort erlangte 86 n. Chr. den Status einer Colonia und wurde auch Colonia Flavia Aelia Scupi genannt.
Das römische Scupi
Die archäologischen Ausgrabungsarbeiten in der antiken Stätte Scupi begannen zwischen den beiden Weltkriegen und förderten 1925 eine frühchristliche Basilika zutage. Später folgte das wohl wichtigste Bauwerk, ein römisches Theater. Das Stadtmuseum Skopje begann 1966 erstmals mit der Restaurierung verschiedener Ruinen. 2008 fanden Archäologen eine 1,7 Meter hohe Venus-Statue. Insgesamt wurden bisher über 23.000 Objekte gefunden.
Zu den ausgegrabenen Gebäuden von Scupi zählen der Aquädukt, einige Thermen, einzelne Stadthäuser und das Theater. Mit Ausnahme des Theaters, das verfallen ist, können alle Gebäude besichtigt werden. Der archäologische Fundplatz Scupi befindet sich etwa vier Kilometer nordwestlich des Stadtzentrums auf der anderen Seite des Vardar.

#### Mittelalter

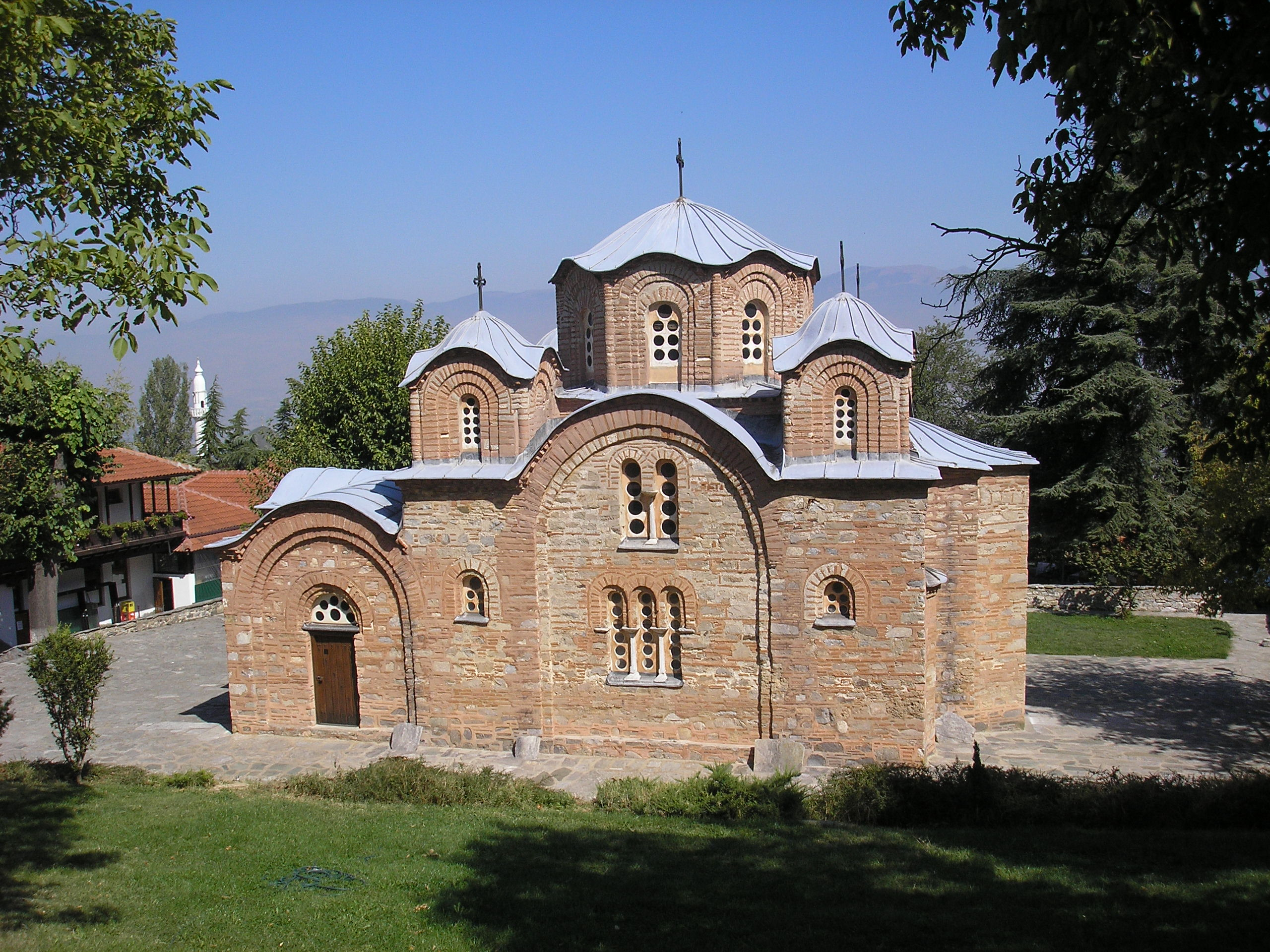
Kirche des Hl. Pantalejmon aus dem Jahre 1164. Sie besitzt zahlreiche Fresken und gehört zu den bedeutendsten erhaltenen byzantinischen Kunstwerken komnenischer Zeit.

Die nächsten Jahrhunderte waren für die kleine Stadt sehr wechselvoll. Im Jahr 518 zerstörte ein Erdbeben die gesamte Stadt; der oströmische Kaiser Justinian I. ließ sie jedoch wieder aufbauen. Es vergingen nicht einmal 100 Jahre, als im Winter 594/95 im Zuge der Landnahme der Slawen auf dem Balkan Stämme der Slawen die Stadt dem Erdboden gleichmachten. Das Mittelalter zwischen dem Einfall der Slawen bis zur Eroberung durch die Osmanen im 14. Jahrhundert war von blutigen Machtkämpfen zwischen regionalen Mächten, allen voran den Byzantinern und Bulgaren, geprägt. Im 9. Jahrhundert schlossen letztere die Stadt dem Ersten Bulgarischen Reich an und konnten sich für einige Jahrzehnte behaupten. Durch die Christianisierung Bulgariens wurde sie zudem Bischofssitz. Zar Roman erklärte im Jahr 980 Skopje für kurze Zeit zur bulgarischen Hauptstadt und Sitz des bulgarischen Patriarchen. Im Jahr 1004 kam es im Umland von Skopje zu einer großen Schlacht zwischen Byzantinern und Bulgaren. Nach dem Fall des Ersten Bulgarischen Reiches 1018 eroberten die Byzantiner die Stadt und erklärten sie zum Hauptort des byzantinischen Themas Bulgaria. Die Herrschaft von Byzanz währte allerdings nicht lange und führte zur Stärkung der lokalen Boljaren. Schon im 12. Jahrhundert konnten die Bulgaren, nach einem Aufstand Skopje zurückerobern und sie ihrem Zweiten Reich angliedern. Der Boljar von Skopje, Konstantin Tich Assen wurde im bulgarischen Bürgerkrieg zum bulgarischen Zar ernannt und die Region um Skopje wurde in der Folge direkt den bulgarischen Zaren unterstellt.
Im Jahr 1282 entriss der serbische Nemanjidenkönig Milutin die Stadt den Bulgaren. Skopje entwickelte sich zur neuen Residenzstadt der serbischen Herrscherdynastien. Am 16. April 1346 ließen sich König Stefan Uroš IV. Dušan und seine Ehegattin in Skopje vom bulgarischen Patriarchen Simeon und vom Erzbischof Nikolaj von Ohrid zum Zar bzw. Zarin der Serben krönen. Zudem erhob er das Oberhaupt der serbischen Kirche Joanikije II. zum ersten serbischen Patriarchen.

#### Osmanische Zeit

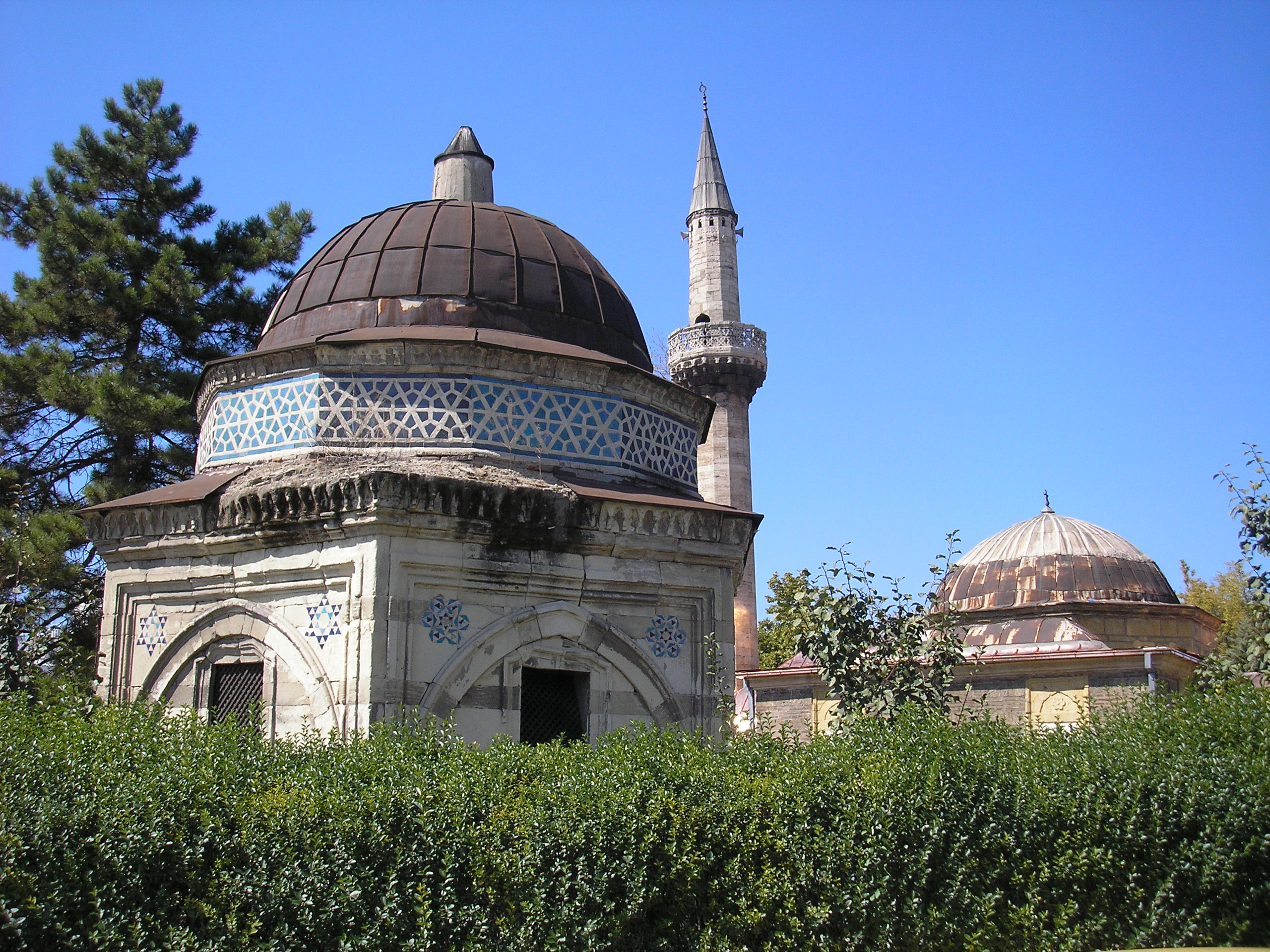
Der Grabturm hinter der Bunten Moschee, 15. Jh.

Am 19. Januar 1392 geriet Skopje für mehr als 500 Jahre unter osmanische Herrschaft. Wie der jugoslawische Orientalist Hasan Kaleshi (* 1922 in Srbica; † 1976) berichtet, hieß der erste osmanische in Skopje ansässige Markgraf Paşayiğit Bey, welcher vielleicht um 1397 den ältesten islamischen Bau der Stadt, die Meddah-Baba-Moschee erbauen ließ. Ihm folgte sein Adoptivsohn Ishak Bey, der ein Hospiz (später in eine Freitagsmoschee umgewandelt, die als Bunte Moschee bekannt wurde) errichtete und weiters eine Madrasa (nicht erhalten) samt Bibliothek stiftete. Zum Unterhalt seiner gemeinschaftlichen Einrichtungen legte Ishak Bey in seiner Wakfiye die Einkünfte von zwei Hamams, 102 Läden und zwei Hanen sowie die Erträge zweier Dörfer und von sieben Landkomplexen einschließlich Äcker und Gärten aus dem Umland fest. Er selbst wurde später im Hofe der Bunten Moschee begraben, allerdings nicht, wie oft vorgegeben, im hinter der Moschee befindlichen überkuppelten Grabturm, der aus stilistischen Gründen in die zweite Hälfte des 15. Jahrhunderts datiert werden muss.
Zur Mitte des 15. Jahrhunderts hatte Üskub 5145 steuerrechtlich erfasste Einwohner. Davon waren 3330 Muslime, hauptsächlich aus Kleinasien stammende Türken und 1815 Christen. Da für Besteuerungszwecke die ethnische Zugehörigkeit der Christen unbedeutend war, wurde sie nicht festgehalten. Es darf aber davon ausgegangen werden, dass sie eine südslawische Sprache, Griechisch und/oder Albanisch sprachen. Der größere Teil der Bevölkerung war im Gewerbe tätig. Ein wirtschaftlicher Aufschwung trat in Skopje im 16. Jahrhundert ein. Er wurde begünstigt durch die Lage der Stadt am Knotenpunkt der Handelsrouten von Edirne nach Saraybosna und von Selanik nach Belgrad, durch das osmanische Protektorat über Dubrovnik und die Ankunft von sephardischen Juden. Um die Mitte des 16. Jahrhunderts hatte die Stadt mehr als 10.000 Einwohner (7425 Muslime, 2735 Christen und 265 Juden), die in rund 80 verschiedenen Berufszweigen tätig waren. Eine Synagoge wurde in Skopje erstmals 1361 errichtet. Um 1515 ereignete sich wieder ein schweres Erdbeben.

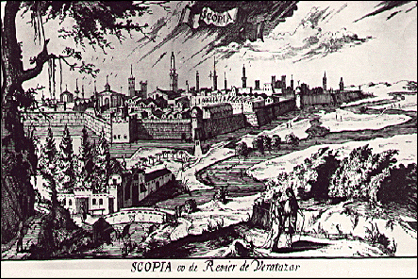
Skopje im Jahre 1594

Eine für die hochosmanische Zeit (16./17. Jahrhundert) bedeutende ausführliche Beschreibung Skopjes, drei Jahrzehnte vor der Inbrandsetzung Skopjes durch den habsburgischen General Giovanni Norberto Piccolomini im Jahre 1689, findet sich im „Reisebuch“ (Seyahatnâme) des osmanischen Reisenden Evliya Çelebi. Er beschrieb die Stadt als eine gewaltige Siedlung, welche sich auf beiden Seiten des Vardars erstreckte. Über der Stadt lag die Zitadelle, mit etwa 100 Mannschaftshäusern, Vorratshäusern und Zeughäusern. Die etwa 1060 Steinhäuser prägten mit ihren roten Ziegeln das Stadtbild. Weiter gab es in dieser Zeit 9 Koranleseschulen, welche den Moscheen angeschlossen waren, 20 Derwischklöster (Tekke), ein Mewlewikloster und 70 Schulen (Mekteb).
In Üsküb war im Jahre 1660 Evliya Zeuge des regen wirtschaftlichen Lebens in den über 2100 Kaufläden in den mehreren Basaren geworden. Zur Bevölkerungsstruktur vermerkt er, dass es in der Stadt neben den Muslimen auch Einwohner armenischer, bulgarischer, serbischer und jüdischer Herkunft gäbe, welche ihre eigenen Gotteshäuser besaßen. Auch eine Vielzahl von Katholiken lebte in der Stadt, welche jedoch ihren Gottesdienst in den serbischen Kirchen abgehalten haben sollen.
1656 wurde in Skopje ein römisch-katholisches Erzbistum errichtet, dessen erster Metropolit Andrea Bogdani (1600–1683) wurde. Doch schon 1680 verlegte sein Neffe Pjetër Bogdani den Sitz nach Janjeva im Kosovo.
Die Entwicklung Skopjes wurde abrupt unterbrochen, als im Großen Türkenkrieg (1683–1699) österreichische Truppen unter General Giovanni Norberto Piccolomini bis nach Mazedonien vordrangen. Am 25. Oktober 1689 nahm seine Armee die Stadt ohne große Kämpfe ein, weil die osmanische Streitmacht und viele Einwohner den Ort verlassen hatten. Piccolomini befahl, Skopje niederzubrennen, was am 26. und 27. Oktober geschah. Angeblich sollte der Ausbreitung von Cholera vorgebeugt werden. Der Brand zerstörte viele Häuser und Geschäfte. Das jüdische Viertel wurde am schlimmsten getroffen. Die meisten Wohnhäuser, zwei Synagogen und die jüdische Schule wurden vom Feuer vernichtet.

#### Spätosmanische Zeit

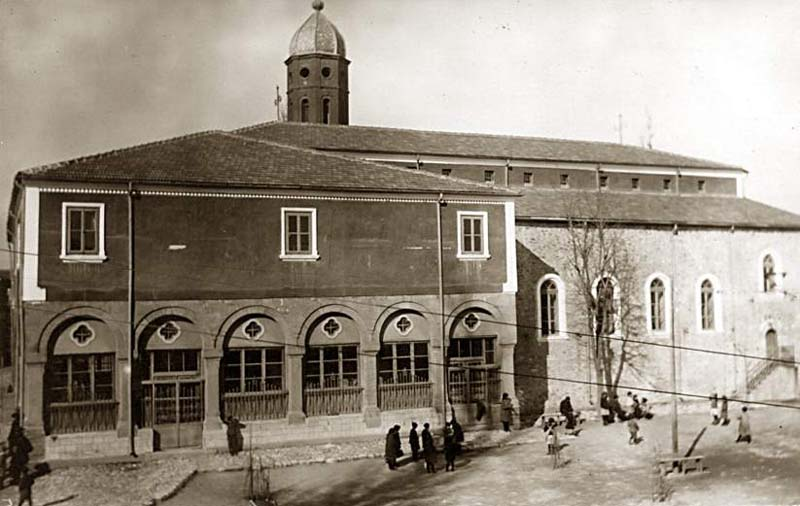
Die Muttergotteskirche (erbaut im frühen 19. Jahrhundert, Foto von 1935)

Die Stadt erholte sich nur langsam von dem Brand. Die auf diese Zerstörung im Jahre 1689 folgenden hundert Jahre der Geschichte Skopjes liegen weitgehend im Dunklen. Ein paar vereinzelte Quellen berichten von der Reparatur der Moschee Sultan Murads II., die 1712, also 23 Jahre nach dem Brand, unternommen wurde. Ein osmanischer Plan des Stadtteils um die genannte Moschee lässt erkennen, dass zu diesem Zeitpunkt noch die meisten der dort befindlichen Gebäude zerstört waren. Reisende, die Üsküb gegen Ende des 18. oder Beginn des 19. Jahrhunderts besuchten, berichten übereinstimmend von etwa 5000 bis 6000 Einwohnern, gegenüber 40.000–60.000 Einwohnern vor dem Brand oder auch 1500 Häusern, die recht klein waren und schmutzige Straßen säumten.
Auch Skopje geriet im 19. Jahrhundert in die Wirren des Nationalismus auf dem Balkan. 1844 organisierten Albaner einen Aufstand gegen das Osmanische Reich. Sie protestierten gegen die als zu hoch empfundenen Steuern und die Politik der Zentralisierung. Nach der Zerschlagung des Aufstandes wurden viele albanische Einwohner inhaftiert oder nach Kleinasien verbannt.
Ein Aufschwung setzte im Laufe des 19. Jahrhunderts ein, nicht zuletzt durch den vom spätosmanischen Staat vorangetriebenen Bau von Eisenbahnverbindungen, verbunden mit dem Zuzug nichtmuslimischer Bevölkerung. Ab 1873 war Skopje durch eine Eisenbahnlinie entlang des Vardar verbunden mit Thessaloniki, 1888 auch mit den serbischen Bahnstrecken. So war die Stadt von nun an über Belgrad direkt mit Mitteleuropa verbunden. In den 1890er Jahren folgten Verbindungen nach Bitola und Istanbul. Skopje war Hauptort eines Sandschaks und ab 1888 (Pristina ablösend) Hauptstadt der osmanischen Provinz (Vilâyet) Kosovo. In dieser Zeit wurde Skopje zur drittgrößten Stadt Makedoniens nach Thessaloniki und Bitola. So hatte Skopje um die Jahrhundertwende zum 20. Jahrhundert 30.000–40.000 Einwohner, primär eine Folge des Zuzugs slawischer Christen aus dem bäuerlichen Umland, die der Stadt erstmals seit dem 15. Jahrhundert erneut eine nichtmuslimische Bevölkerungsmehrheit bescherte.
Im Kampf für eine vom griechisch geprägten ökumenischen Patriarchat von Konstantinopel unabhängige bulgarische Kirche wurde in den 1830er Jahren mehrmals der griechische Bischof vertrieben und die Entsendung eines bulgarischen Bischofs gefordert. Der Konflikt spitze sich zu, als in dieser Zeit die bulgarische Gemeinde Skopjes die Muttergotteskirche und eine dazugehörige Klosterschule (erbaut 1836/37) stiftete. Erstere wurde vom Baumeister Andreja Damjanov erbaut. Das Projekt hatten die mittlerweile gelockerten osmanischen Baugesetze ermöglicht, die einst den Neubau bzw. die Renovierung christlicher Kirchen eingeschränkt hatten. Um 1850 erfolgte die Umstellung der Schule nach dem Lancaster-System und 1895 zur Bulgarischen Pädagogischen Schule.
Gemäß dem vom Sultan Abdülaziz am 28. Februar 1870 erlassenen Ferman zur Errichtung des Bulgarischen Exarchats wurde 1874 nach einem Plebiszit der slawischen Bevölkerung mit Dorotej von Skopje der erste bulgarische Bischof der Eparchie Skopje eingesetzt, der sich schließlich dem Bulgarischen Exarchat unterstellte.
Skopje war eines der fünf Hauptzentren der Inneren Makedonisch-Adrianopeler Revolutionären Organisation (IMARO), als diese 1903 den Ilinden-Preobraschenie Aufstand organisierte. Ihr revolutionäres Netzwerk in der Region unter der Führung von Nikola Puschkarow war schwach entwickelt, und der Mangel an Waffen stellte ein ernstes Problem dar. Zu Beginn des Aufstands entgleisten die bulgarischen Komitadschi einen Militärzug. Am 3. bzw. 5. August griffen sie eine osmanische Einheit an, die die Brücke über den Fluss Vardar bewachte, und lieferten sich eine Schlacht im Kloster Sveti Jovan Veterski. In den darauffolgenden Tagen wurde die Gruppe von zahlreichen Başı Bozuk verfolgt und zog nach Bulgarien.

#### Das 20. Jahrhundert

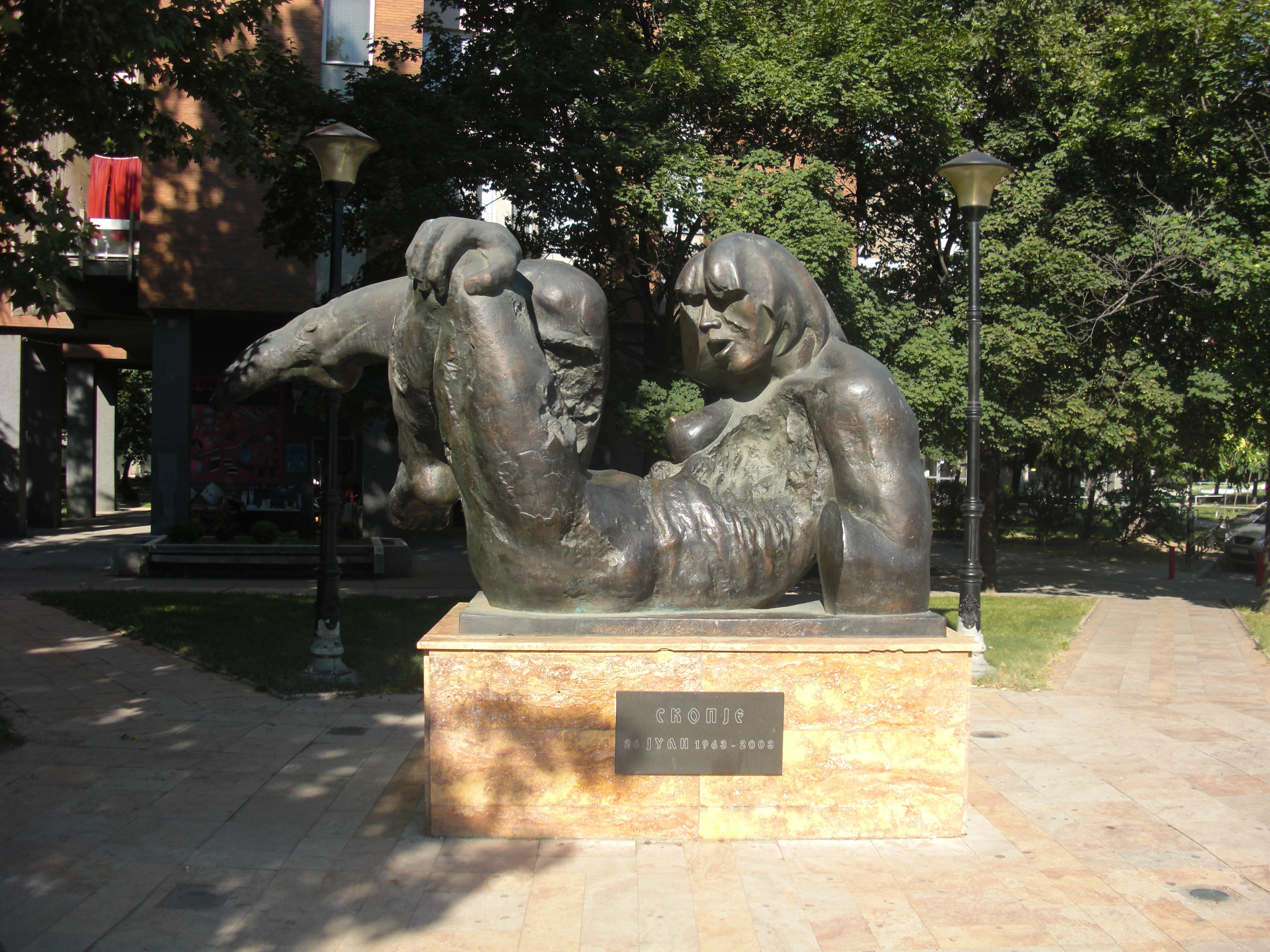
Ein den über 1000 Opfern des Erdbebens von 1963 gewidmetes Monument

Zwei Jahre nach der Jungtürkischen Revolution führten die Jungtürken 1910 im ganzen Osmanischen Reich eine Volkszählung durch. Demnach war die jüdische Gemeinde mit 2.327 Personen vertreten.

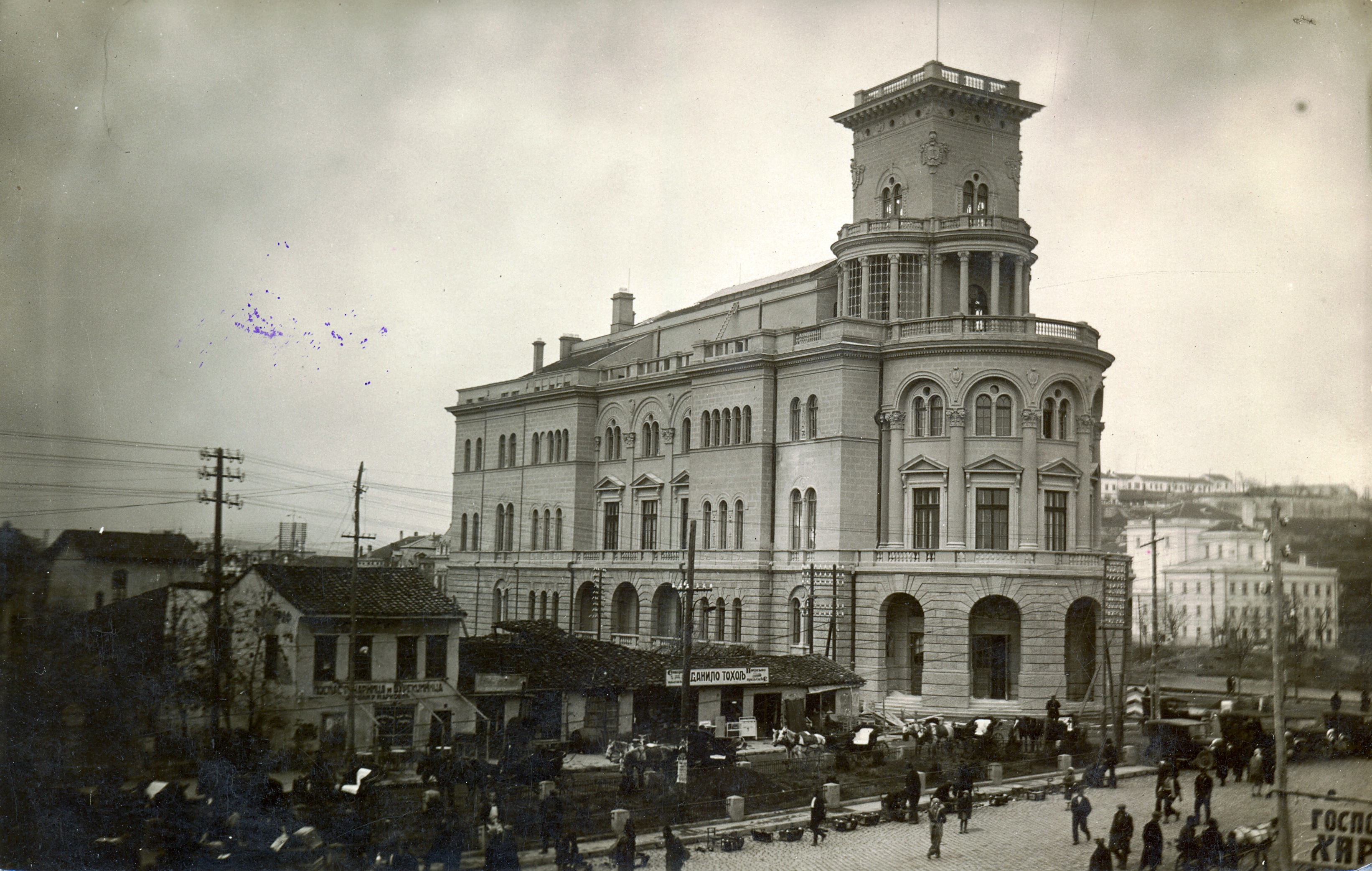
Ein Blick auf das Zentrum von Skopje vor dem Erdbeben von 1963.

Im August 1912 wurde Skopje von 30.000 albanischen Aufständischen eingenommen, die unter anderem von Isa Boletini angeführt wurden und gegen die Politik des Osmanischen Reiches vorgingen. In den Balkankriegen wurde Skopje am 25. Oktober 1912 durch die serbischen Streitkräfte erobert und geriet unter die Herrschaft von Belgrad. Die serbischen Truppen richteten ein Blutbad in der Stadt an: Albanische und türkische Häuser wurden in Brand gesetzt, Menschen wurden geköpft und ihre Leichen in den Straßen aufgestapelt. Laut einem Bericht von Leo Trotzki wurden nicht nur Männer, sondern auch Hunderte von Kindern und Frauen lebendig in Brand gesetzt. Der römisch-katholische Erzbischof Lazër Mjeda schreibt, wie jede Nacht 20, 30 Leichen von Albanerinnen und Albanern in den Vardar geworfen wurden. Viele flüchteten in die neugegründete Türkei oder wurden von den serbischen Truppen zur Aussiedlung gezwungen.
Durch die neue Grenzziehung nach den Balkankriegen 1912 und 1913, als Bitola zur Grenzstadt mit Griechenland wurde, begann der Aufstieg Skopjes zum unumstrittenen Zentrum „Südserbiens“. Während des Ersten Weltkrieges wurde sie am 10. Oktober 1915 von bulgarischen Truppen eingenommen. Dabei zündeten die Serben bei ihrem Abzug den nördlichen Teil der Stadt an, was große Schäden an historischen Bauwerken verursachte. Unter den Bulgaren begann der Bau der Bahnstrecke Skopje–Tetovo–Gostivar-Kičevo-Ohrid. Erst 1918 wurde Skopje von Serbien zurückerobert und gehörte wie auch das ganze heutige Nordmazedonien danach zum Königreich der Serben, Kroaten und Slowenen, das 1929 in Königreich Jugoslawien umbenannt wurde und im gleichen Jahr Skopje zur Hauptstadt der neu errichteten Vardarska banovina (Banschaft Vardar) machte.
Am 7. April 1941, dem zweiten Tag des deutschen Angriffs auf Jugoslawien während des Zweiten Weltkriegs, wurde Skopje von Verbänden des XXXX. deutschen Armee-Korps besetzt. In der anschließenden Besatzungszeit stellte Bulgarien von 1941 bis 1944 die Militärverwaltung in Skopje und stützte sich dabei auch auf Mitglieder der VMRO. So war der aus Skopje stammende Spiro Kitantschew in dieser Zeit der Bürgermeister dort. Am 2. August 1944 wurde die Stadt durch die kommunistische Partisanenbewegung zur Hauptstadt der neuen Sozialistischen Republik Mazedonien erklärt, die eine Teilrepublik des kommunistischen Jugoslawiens stellte.
Das ethnisch-albanische Element der Stadt wurde durch einen jugoslawisch-türkischen Vertrag noch weiter geschwächt, als es ohnehin schon durch die Verbrechen und die Diskriminierungen Anfang des 20. Jahrhunderts war: Tausende muslimische Albaner (insbesondere aus Skopje) wurden als Türken klassifiziert und mussten ihre Heimat in Richtung Türkei verlassen. Gleichzeitig wurden vor allem nach dem Zweiten Weltkrieg römisch-katholische und christlich-orthodoxe Albaner slawisiert und mazedonisiert. Die einst starke römisch-katholische Albanergemeinde ist dadurch auf ein paar Dutzend Familien heute geschrumpft.

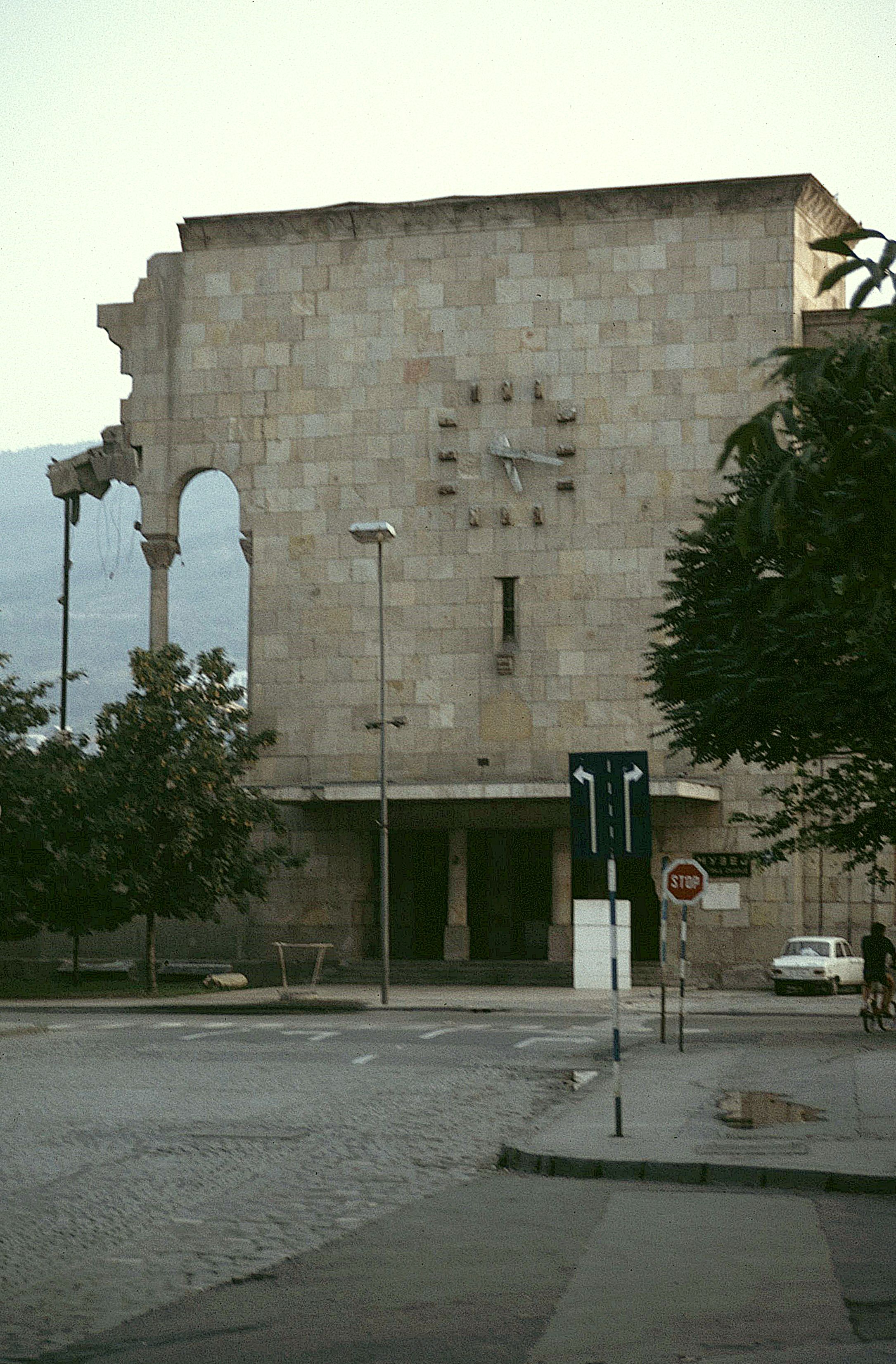
Der ehemalige Bahnhof Skopje, nach dem Erdbeben am 26. Juli 1963, 5 Uhr 17

Um 5:17 Uhr des 26. Juli 1963 ereignete sich ein schweres Erdbeben, das 1070 Todesopfer forderte. Rund 75 Prozent der Einwohner verloren ihr Obdach und 3300 Personen erlitten schwere Verletzungen. Nahezu die ganze Altstadt wurde dem Erdboden gleichgemacht. Die Erschütterungen konnten über das ganze Land und auch im angrenzenden Kosovo und Serbien gespürt werden. Insgesamt entstand ein Sachschaden von über einer Milliarde US-Dollar. Mit internationaler Hilfe wurde Skopje in den nächsten Jahren wiederaufgebaut; der japanische Architekt Kenzō Tange entwickelte für die Stadt am Vardar einen Masterplan.

„Der Tag vor dem Erdbeben war ein ganz gewöhnlicher Tag: Schule, Kinderspiele und Abendessen mit meinen Eltern. Ich war acht Jahre alt. Meine Eltern gingen früh zur Arbeit. Das Erdbeben weckte mich auf. Als ich an meine Schwester dachte, lief ich schnell wieder die Treppen hoch. Meine einjährige Schwester war noch zu Hause. Ich rannte zurück, nahm sie und lief vor das Gebäude. Alle Nachbarn waren da. Sie trugen Pyjamas oder nur Unterhosen. Das Bild war schrecklich. Das Gebäude, in dem ich gewohnt hatte, war nicht mehr da. Es waren nur Reste. Man hörte Leute schreien, weinen und nach Namen rufen. Man hörte viele Namen. Ich habe meine Mutter verloren. Sie war eine von den 1000 Menschen, die ihr Leben verloren haben.“

Im Oktober 1991 erklärte Mazedonien seine Unabhängigkeit von Jugoslawien und nannte sich fortan Republik Mazedonien bzw. Former Yugoslav Republic of Macedonia (FYRoM). Skopje wurde somit zur Hauptstadt der unabhängigen Republik Mazedonien, die seit 2019 amtlich Republik Nordmazedonien heißt. Während des Kosovokriegs nahmen die Stadtbehörden Tausende von Flüchtlingen aus dem benachbarten Kosovo auf. Nur einige Kilometer nordöstlich von Skopje bei Aračinovo fanden während des albanischen Aufstands 2001 blutige Kämpfe zwischen der mazedonischen UÇK und der staatlichen Polizei statt. Anfang 2016 kam es zu einem Konflikt um die Errichtung eines überdimensionalen Kreuzes oberhalb der Stadt.
Bei den Kommunalwahlen am 31. Oktober 2021 setzte sich Danela Arsovska als konservative, parteilose Kandidatin – unterstützt von VMRO-DPMNE und der Koalition „Für die Erneuerung Mazedoniens“ – gegen den bis dahin amtierenden Bürgermeister Petre Shilegov (SDSM) durch. Zuletzt hatte Skopje 1948 eine Bürgermeisterin.

### Einwohnerentwicklung
| Jahr | Einwohner  |
| ---- | ---------- |
| 1450 | 5.000      |
| 1550 | 10.000     |
| 1650 | 40.–60.000 |
| 1800 | 5.–6.000   |
| 1900 | 30.–40.000 |
| 1981 | 408.143    |
| 2002 | 506.926    |

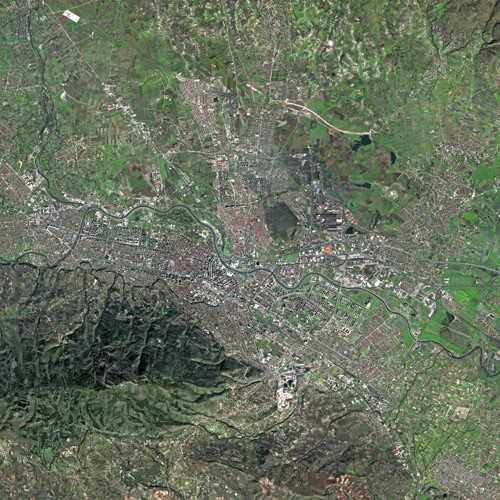
Satellitenaufnahme des Stadtgebietes (2004)

Die Stadt erlebte in ihrer Geschichte zwei wesentliche Bevölkerungsschübe. Das erste große Bevölkerungswachstum konnte in der osmanischen oder genauer in der hochosmanischen Zeit (17. Jahrhundert) verzeichnet werden. Zu diesen Jahrzehnten wuchs Skopje zu einer überregional wichtigen Handelsstadt mit 40.000 bis 60.000 Einwohnern heran. Der zweite Bevölkerungsschub setzte während der jugoslawischen Ära ein, als in der Stadt große Investitionen in Industrie und Infrastruktur vorgenommen wurden. Die blühende Wirtschaftsstadt zog viele Menschen aus ganz Nordmazedonien an, die auf der Suche nach Arbeit waren. In der letzten jugoslawischen Volkszählung von 1981 wurden für Skopje 408.143 Personen registriert. Seitdem hat die Stadtbevölkerung um etwa ein Viertel zugenommen. Bei der Volkszählung 2002 wurden 506.926 Einwohner erfasst.

## Sehenswürdigkeiten
Mit einer über 2000-jährigen Besiedlungsgeschichte weist Skopje eine Vielzahl an Bauwerken und Monumenten aus verschiedenen Epochen auf. Aus römischer Zeit blieb beispielsweise das Aquädukt der antiken Stadt Scupi erhalten. Im Mittelalter entstanden durch die Verbreitung des Christentums auf dem Balkan zahlreiche byzantinische Kirchen und Klöster in der Umgebung wie auch in der Stadt. Auch die islamische Architektur hinterließ während der über 500 Jahre dauernden Herrschaft der Osmanen ihre Spuren in Form von Moscheen, Brücken, Hamame, Karawansereien, Bibliotheken und vor allem im Basar-Viertel, der Altstadt von Skopje. Mit dem Aufblühen des Nationalismus in Südosteuropa zu Beginn des 19. Jahrhunderts wurde die Stadt am Vardar ein Zentrum der bulgarischen und albanischen Widerstandsbewegungen gegen das Sultanat am Bosporus. Bulgarische und albanische Geistliche konnten wieder im großen Stil orthodoxe und katholische Gotteshäuser erbauen.

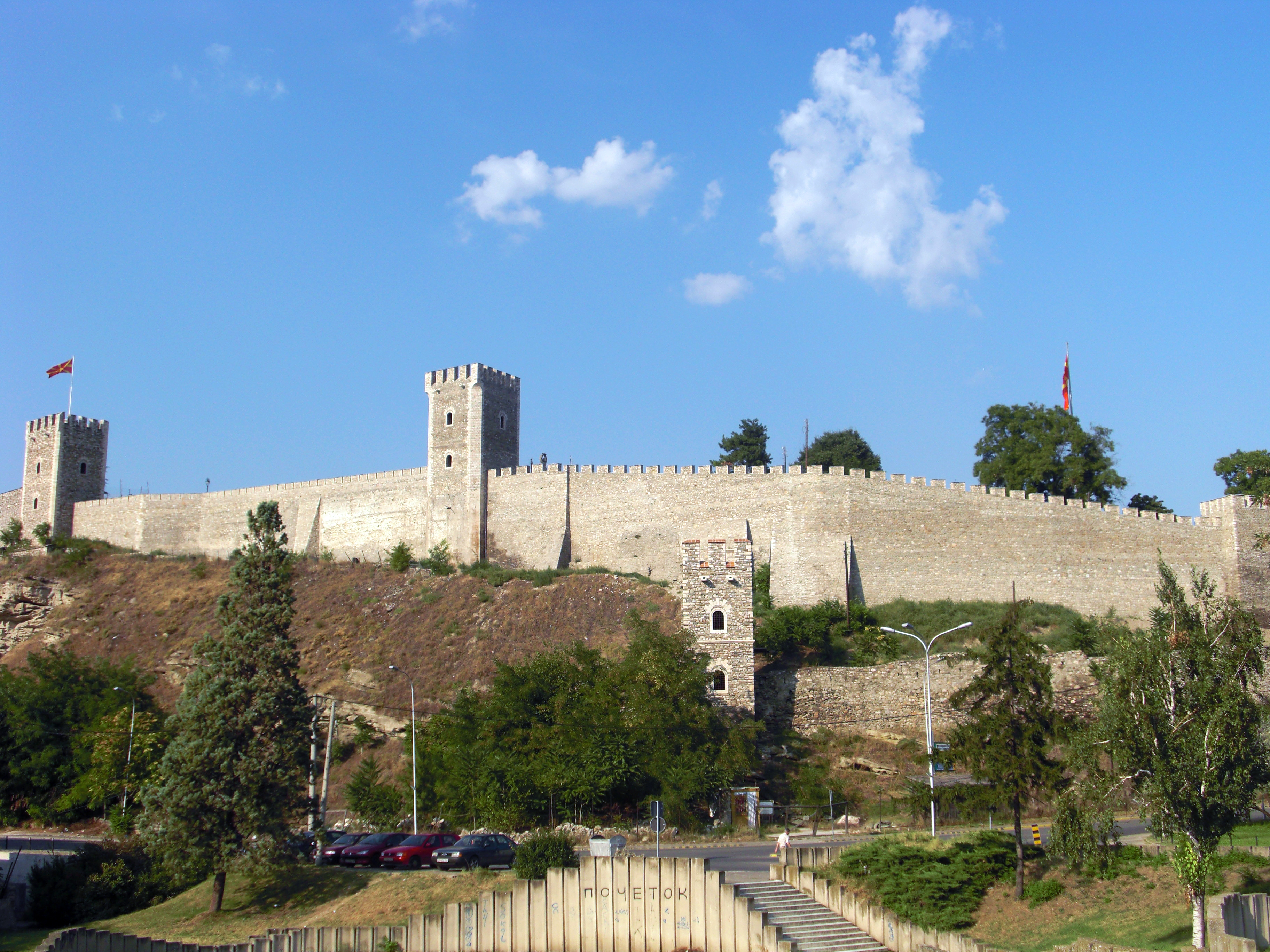
Die Festung Kale hoch über der Stadt ist eines der Wahrzeichen Skopjes

Die Festung Kale (mazedonisch Скопско кале, albanisch Kalaja e Shkupit) befindet sich auf einer Anhöhe westlich der Altstadt und auf der Nordseite des Vardar. Erste Spuren von menschlicher Besiedlung auf der Burg stammen aus dem 4. Jahrtausend v. Chr. Unter dem bulgarischen Zaren Samuil (10. Jahrhundert n. Chr.) stand auf dem Hügel erstmals eine befestigte Siedlung. 1391 wurde die Stadt mit der umliegenden Region von den Osmanen erobert. Durch die Kriegshandlungen wurden große Teile der Stadt, einschließlich der Festung, zerstört. Danach diente die Burg als Kaserne für die osmanischen Truppen. Die Festung wie auch Skopje verloren daraufhin ihre wirtschaftliche Bedeutung in der Region. Um 1700 wird die Burg wieder erneuert. Aus dieser Zeit stammen auch die heutige Außenmauer, Türme und Tore. Das Osttor war das bedeutendste; es führte direkt in den Basar.
Auch im 20. Jahrhundert diente die Festung als Kaserne für die Truppen des Königreichs Jugoslawien; es wurden zehn große Militärgebäude, Hauptquartiere und Baracken erbaut. 1951 zogen die Armeen ab und das Archäologische und Historische Museum übernahm die Direktion. Beim schweren Erdbeben von 1963 wurden all diese neuzeitlichen Gebäude größtenteils zerstört. Seitdem wurden zahlreiche archäologische Arbeiten auf der Festung durchgeführt.

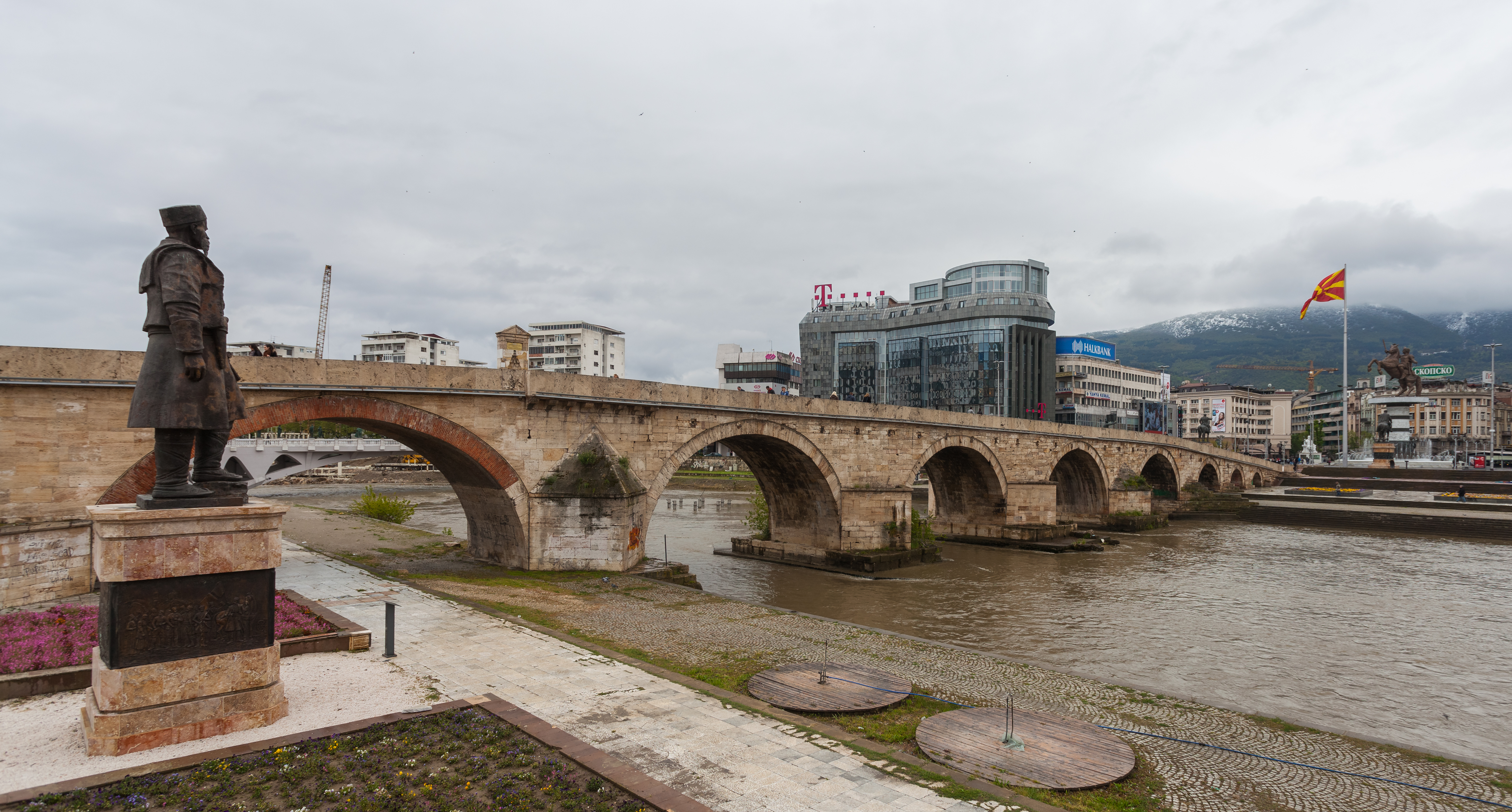
Die Steinbogenbrücke über den Vardar aus dem 15. Jh., »Kamen Most«

Die Steinbrücke über den Vardar (mazedonisch Камен мост Kamen most, albanisch Ura e gurit) verband früher die Altstadt nördlich und südlich des Flusses. Heute ist die südliche Altstadt durch moderne Gebäude überbaut. Die Brücke wurde von 1421 bis 1433 durch osmanische Architekten im Auftrag von Sultan Murad II. erbaut, dabei wurden die Fundamente einer älteren Brücke aus dem 6. Jahrhundert benutzt. Die siebenbögige Brücke ist 213,85 Meter lang. Sie wurde 1555, im 18. und im 19. Jahrhundert sowie 1905 und 1994 renoviert. Neben der Festung ist sie ein weiteres Wahrzeichen der Stadt, weswegen sie auch auf dem Stadtwappen abgebildet ist.
Der Daut-Pascha-Hamam (Badehaus) befindet sich nordöstlich der Steinbrücke und wurde durch den Großwesir von Ostrumelien, Daut Pascha, von 1489 bis 1497 erbaut, wobei eine geschlechtergetrennte Nutzung vorgesehen war. Das Bauwerk besitzt 13 Kuppeln. Die zwei größten Kuppeln beherbergen die zwei Garderoben und einige Springbrunnen. Die kleineren Kuppeln bedecken die unterschiedlichen Baderäume. Heute ist im Gebäude die Nationale Kunstgalerie untergebracht, diese besitzt eine große Sammlung aus dem 18. und 19. Jahrhundert.
Der Çifte-Hamam in der zentralen Altstadt wurde ebenfalls im 15. Jahrhundert erbaut. Das Badehaus wurde bis ins Jahr 1915 benutzt. Die jüdischen Bewohner der Stadt benutzten den Komplex ebenfalls für ihre rituellen Waschungen. Heute befindet sich darin eine zeitgenössische Kunstgalerie.
Mit rund 70 Moscheen war Skopje ein bedeutendes islamisches Zentrum in der Region. Heute gibt es weit weniger als zur Zeit der Osmanen. Die ältesten islamischen Gotteshäuser stehen in der Altstadt. Zu den dort am besten erhaltenen zählen die Isa-Bey-Moschee aus dem Jahr 1475, die Sultan-Murad-Moschee von 1436, die Bunte Moschee von 1438 und die Mustafa-Pascha-Moschee von 1492.
Wegen der strategisch wichtigen Lage war Skopje auch ein wichtiger Stützpunkt für Händler, Fahrende und Karawanen. Die heute am besten erhalten gebliebenen Karawansereien Kapan Han (15. Jahrhundert), Kursumli Han (1550) und Suli Han (15. Jahrhundert) waren die größten osmanischen Gasthäuser der Stadt. Heute sind darin Restaurants und im Kapan Han das Basar-Museum untergebracht.
Weitere osmanische Bauwerke sind der Uhrturm von 1566, der Bezisten und der Basar am Nordrand der Altstadt sowie der gesamte historische Stadtkern.
Südwestlich von Skopje auf dem Gebirgskamm des Vodno im Dorf Nerezi steht die Kirche des Hl. Panteleimon (mazedonisch Црква Свети Пантелејмон) aus dem Jahre 1164. Sie besitzt zahlreiche Fresken und gehört zu den bedeutendsten erhaltenen byzantinischen Kunstwerken komnenischer Zeit.
Das St.-Nikita-Kloster (mazedonisch Манастир Свети Никита) wurde zwischen 1307 und 1308 vom serbischen König Milutin erbaut. Es steht im Dorf Banjani, nordwestlich der Stadt.

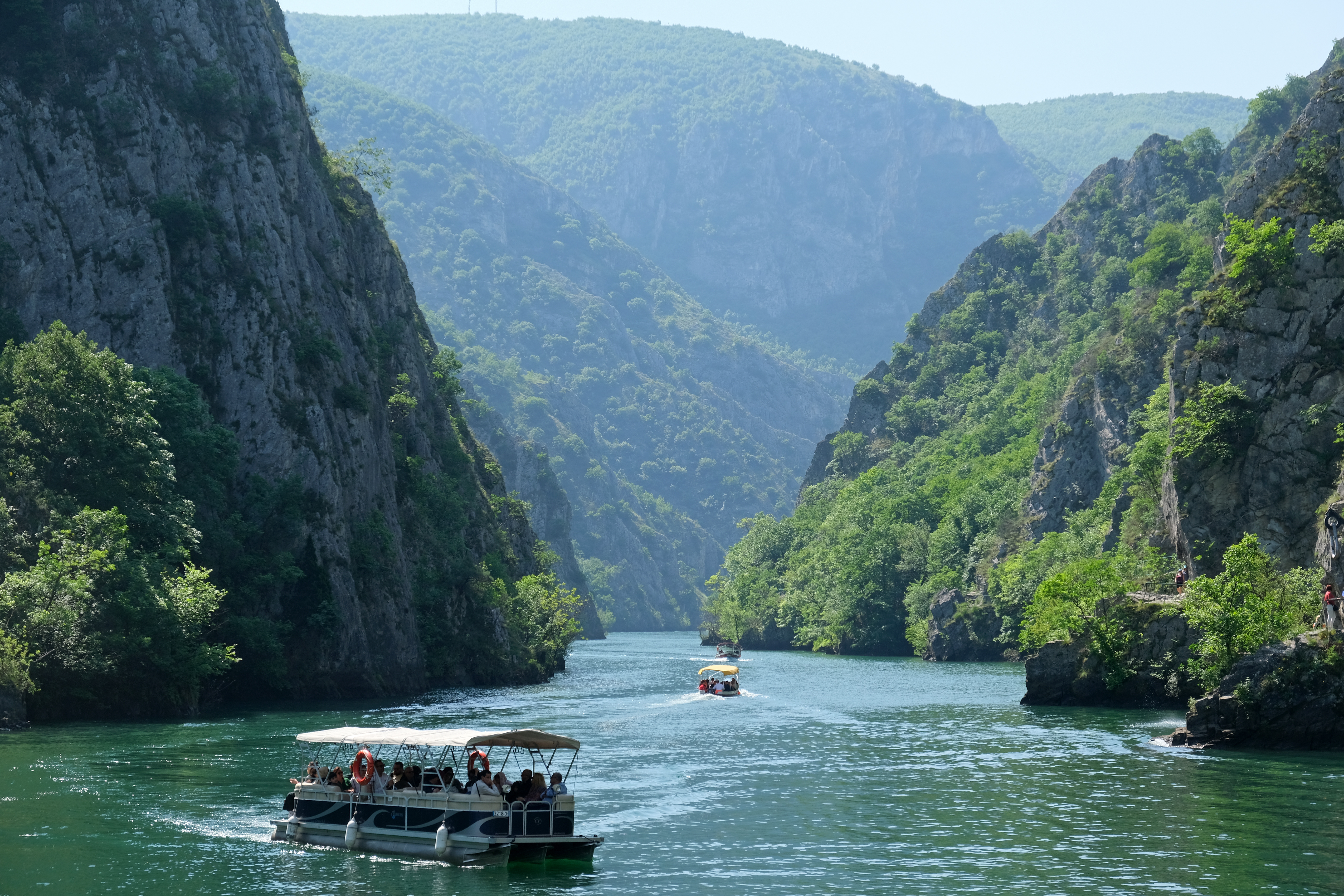
Der Matka-Canyon

Auch aus jüngerer Zeit stammen einige Sehenswürdigkeiten. Dazu zählen die Muttergotteskirche von 1835, die Kliment-von-Ohrid-Kirche von 1990, der alte Bahnhof im Zentrum, der heute das Stadtmuseum beherbergt, sowie das Millenniumskreuz auf dem Berg Vodno. Auf den Hausberg von Skopje führt eine Gondelbahn, beliebt sind auch Wanderungen entweder bis zur Mittelstation oder bis auf den Gipfel.
Zu einer der Natursehenswürdigkeiten Skopjes gehört der Matka-Canyon (mazedonisch Кањон Матка), der sich 17 Kilometer südwestlich der nordmazedonischen Hauptstadt befindet. Mit einer Fläche von etwa 5000 Hektar und seiner Nähe zur Stadt ist der Matka Canyon eines der beliebtesten Outdoor-Reiseziele in Nordmazedonien und beherbergt mehrere mittelalterliche Klöster. Der Matka-See im gleichnamigen Canyon ist zudem der älteste künstliche See des Landes. Der Canyon ist zudem ein wichtiges alpines Kletterzentrum in Nordmazedonien. Kajakfahren auf dem Treska-Fluss ist eine beliebte Aktivität, ebenso wie Bergwandern, Angeln, Jagen und Schwimmen.

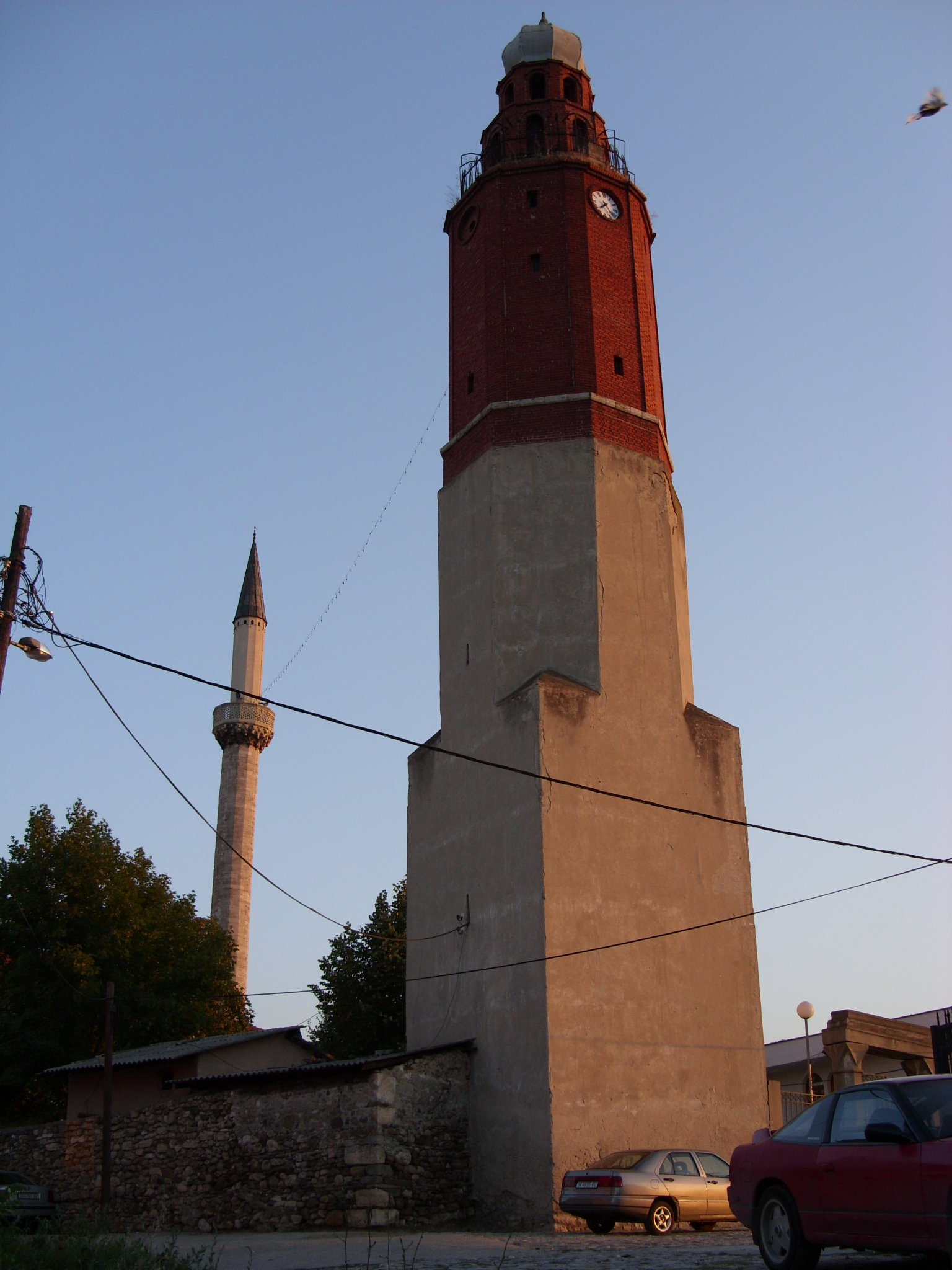
Zu den Relikten aus osmanischer Zeit gehört der Uhrturm von Skopje (auch Sahat Kula genannt)
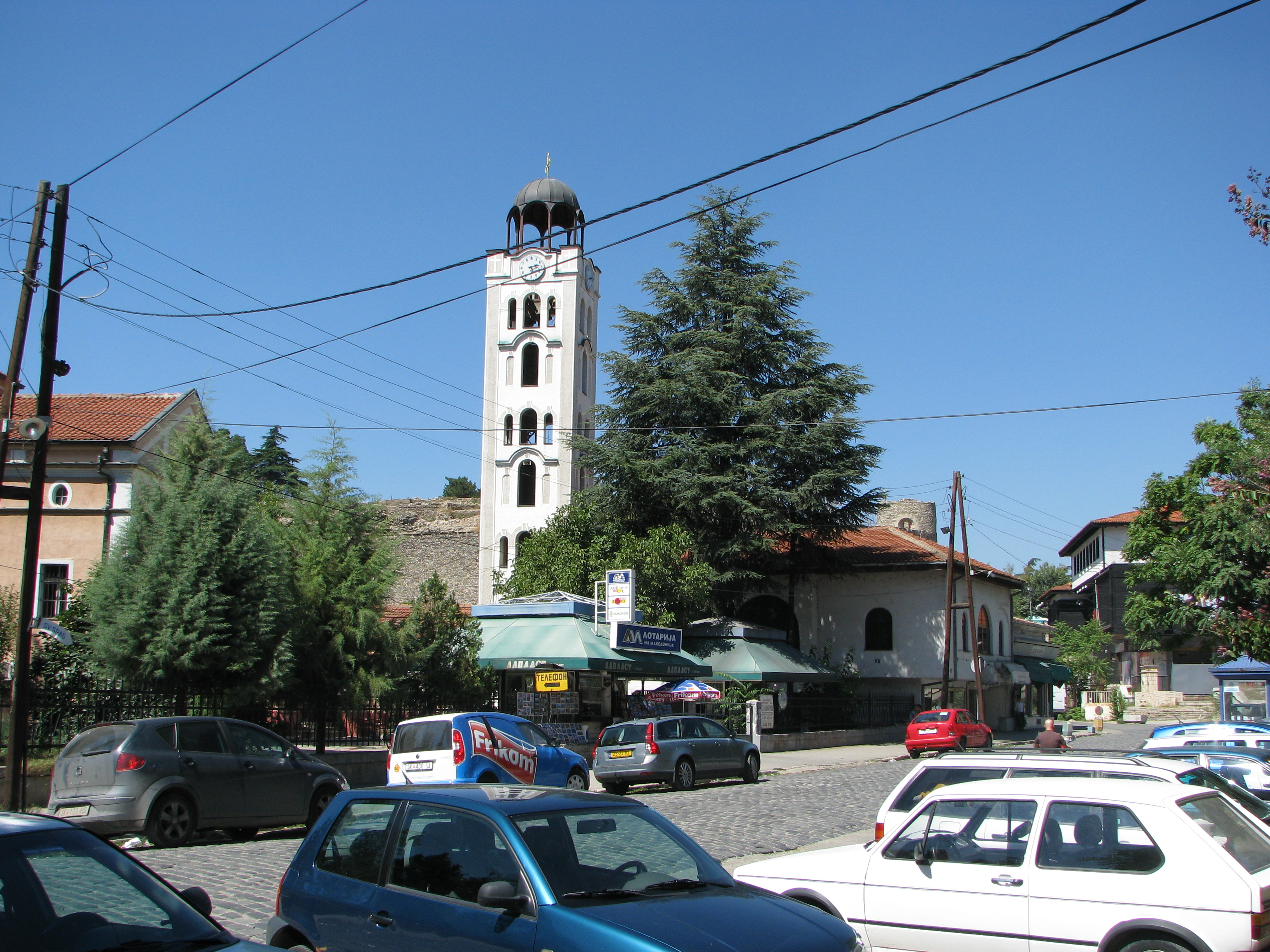
Die St.-Demetrius-Kirche aus dem 18. Jahrhundert zählt zu den wenigen Kirchen aus der Zeit der osmanischen Herrschaft
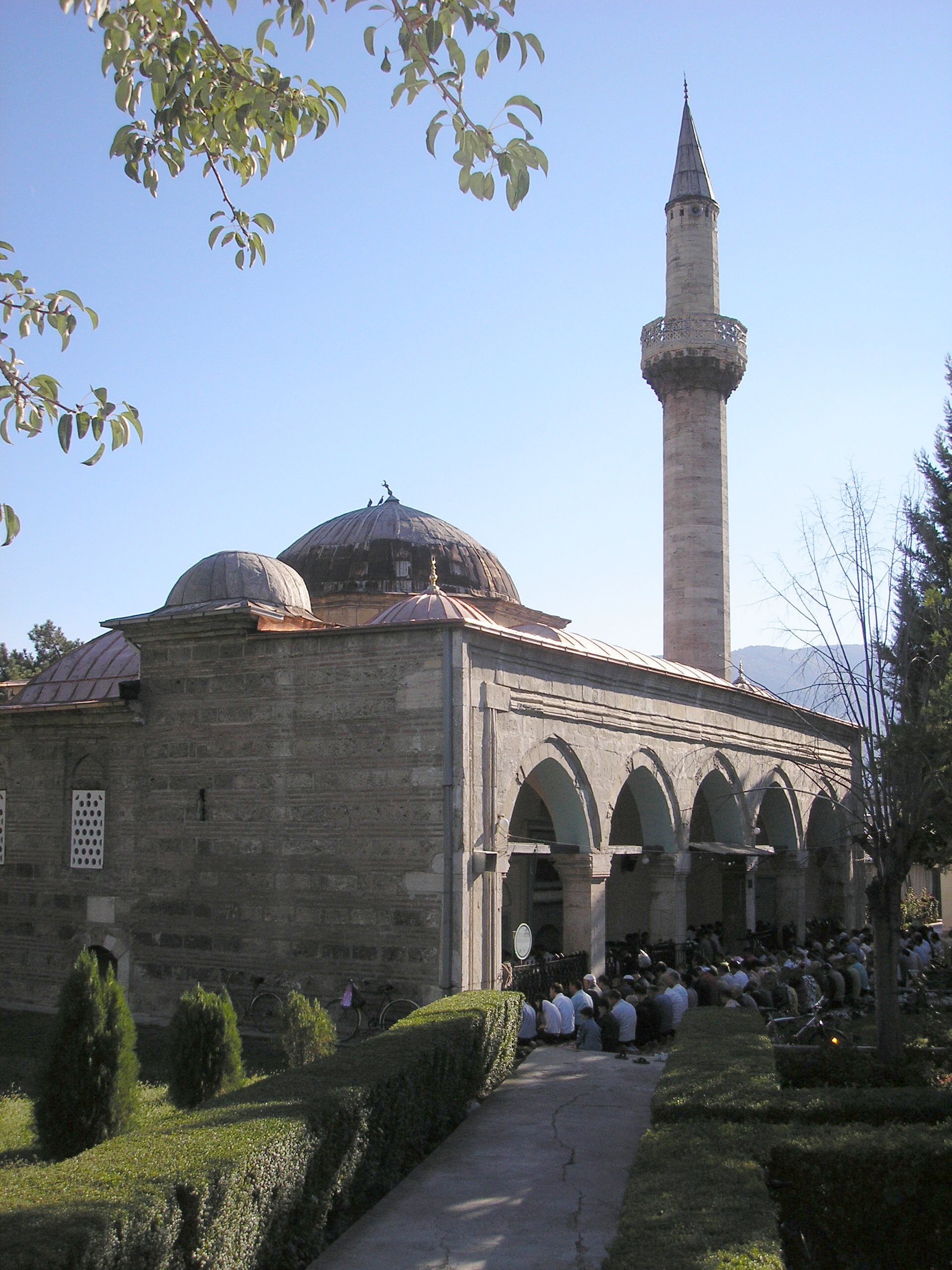
Die Bunte Moschee gehört zu den architektonisch herausragendsten Bauwerken aus osmanischer Ära
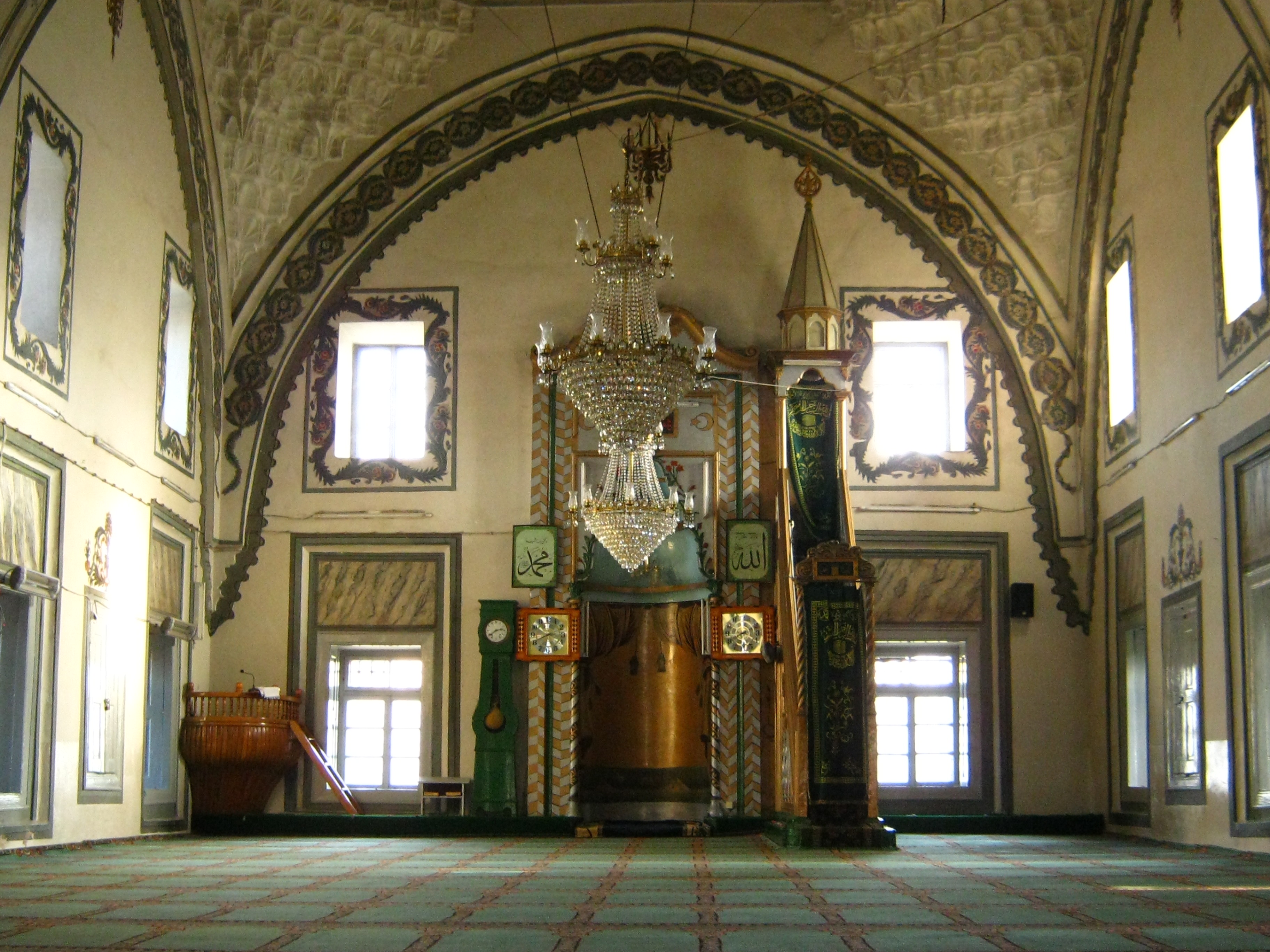
Das Innere der Isa-Bey-Moschee

## Stadtbild

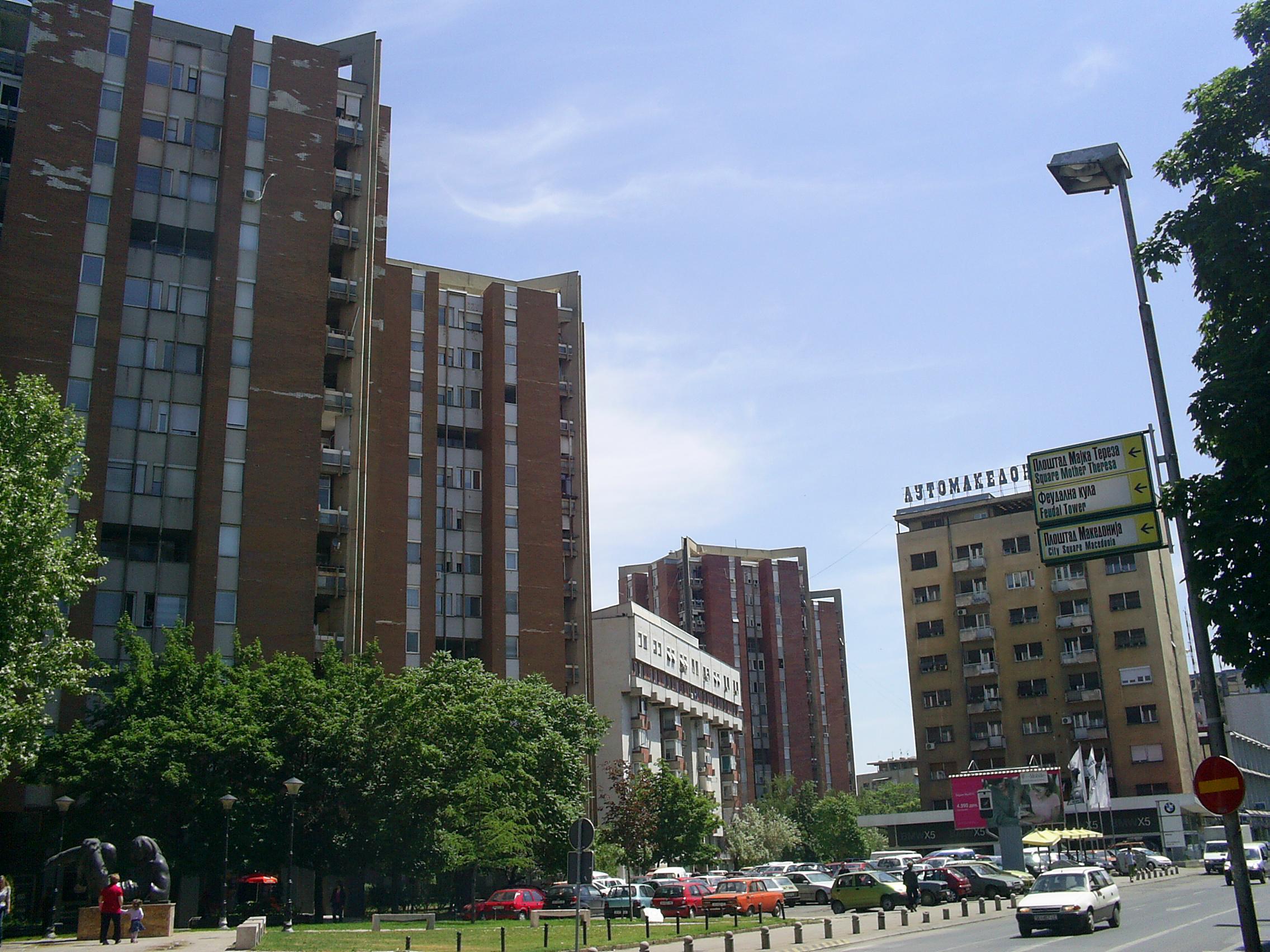
Wohnblöcke aus jugoslawischer Zeit

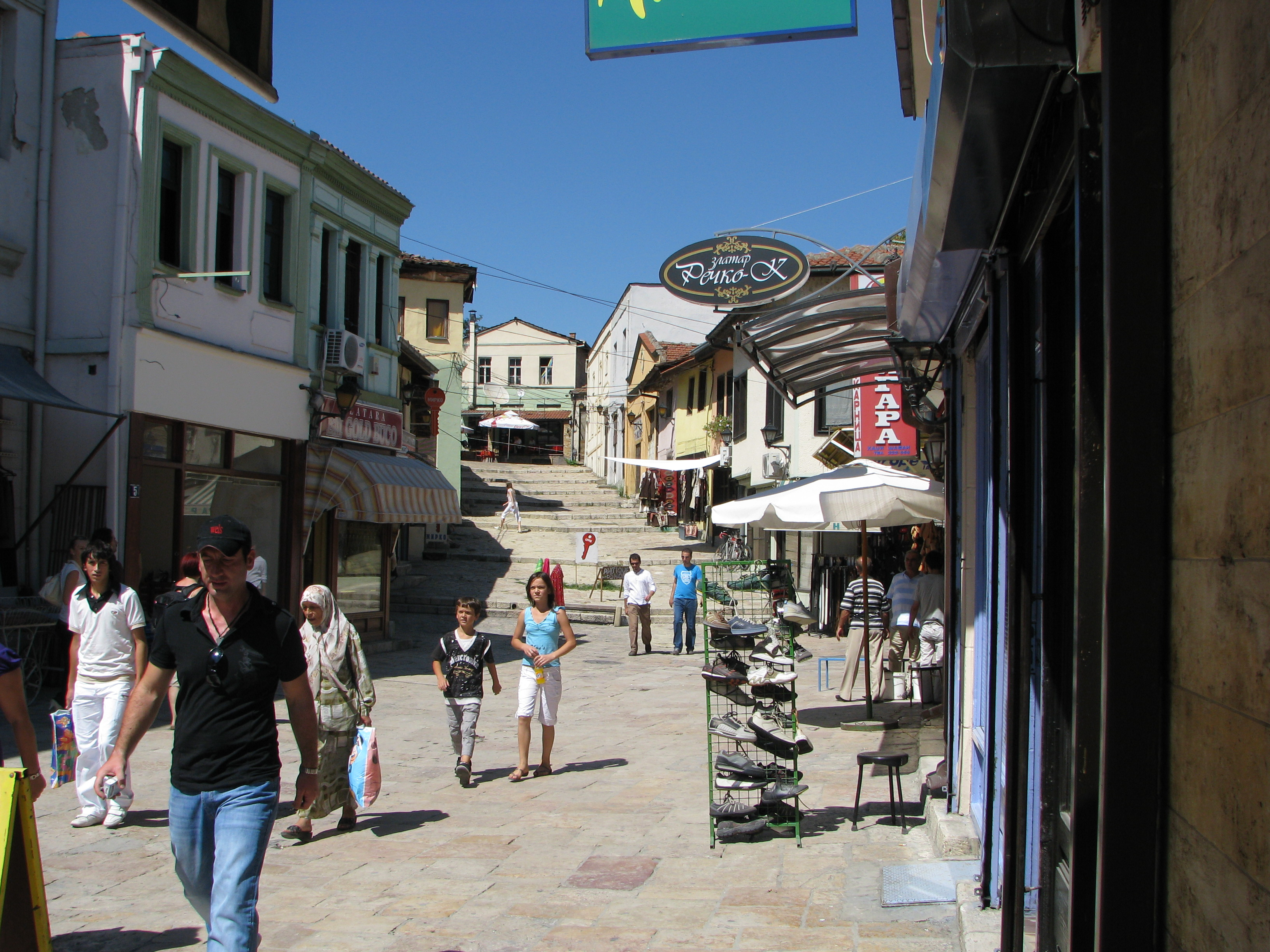
Die Altstadt (maz. Stara Čaršija; alb. Çarshia e Vjetër)

### Allgemeines
Skopje hat ein wechselvolles Stadtbild, das durch die ebenfalls wechselvolle Geschichte, durch die verschiedenen Religionen und ethnischen Gruppen sowie durch unterschiedliche soziale Verhältnisse geprägt ist.
Lange Zeit war die heutige Altstadt das wirtschaftliche und kulturelle Zentrum von Skopje. Osmanische Bürgerhäuser, enge Pflastersteingassen, Brunnen, Moscheen, Gasthäuser, Raststätten für Händler, Werkstätten, Badehäuser und Tekken waren wichtige Bestandteile des Stadtbildes. Mit dem Zerfall des Osmanischen Reiches zogen sich auch dessen Herrscher aus der Stadt zurück und für Skopje begann eine neue Zeit. Bis 1929 Königreich der Serben, Kroaten und Slowenen genannt, ersetzte das Königreich Jugoslawien die Osmanen. Noch veränderte sich nicht viel am Aussehen der Stadt am Vardar. Erst während des wirtschaftlichen Wachstums nach dem Zweiten Weltkrieg wurde von der sozialistischen Regierung Jugoslawiens in Infrastruktur, Industrie und Kultur Mazedoniens und Skopjes investiert. Es entstanden weite neue Wohnflächen mit den typischen Plattenbauten, große Industrieflächen, breite Straßen und Boulevards, viele Schulen und Krankenhäuser und auch das Eisenbahnnetz wurde ausgebaut. Zugleich wuchs die Bevölkerung und die Stadt breitete sich entlang des Vardars immer mehr nach Westen und Osten aus. Im Zuge dieses Baubooms wurden große Teile des historischen Stadtkerns überbaut, der langsam aus dem Stadtbild zu verschwinden begann. Heute führen mehrspurige Straßen um und durch die Altstadt. Der historische Kern am anderen Ufer des Vardars wurde fast völlig zerstört und durch Neubauten ersetzt. Im Osten der Stadt stehen heute viele Fabriken und Gewerbegebäude, die jedoch ihre wirtschaftliche Tätigkeit stark senken mussten und heute nicht mehr so wie zu jugoslawischer Zeit laufen. Im Norden jedoch, an der Hauptstraße nach Pristina, wachsen seit den 1990er Jahren neue Unternehmen aus dem Boden und beschäftigen einen Teil der Einwohner. Im Stadtteil Aerodrom hinter dem Bahnhof stehen in der jugoslawischen Zeit erbaute Wohnsiedlungen mit mehrstöckigen Hochhäusern auf einer Fläche, die etwa so groß ist wie der Bezirk Čair.

### Parks

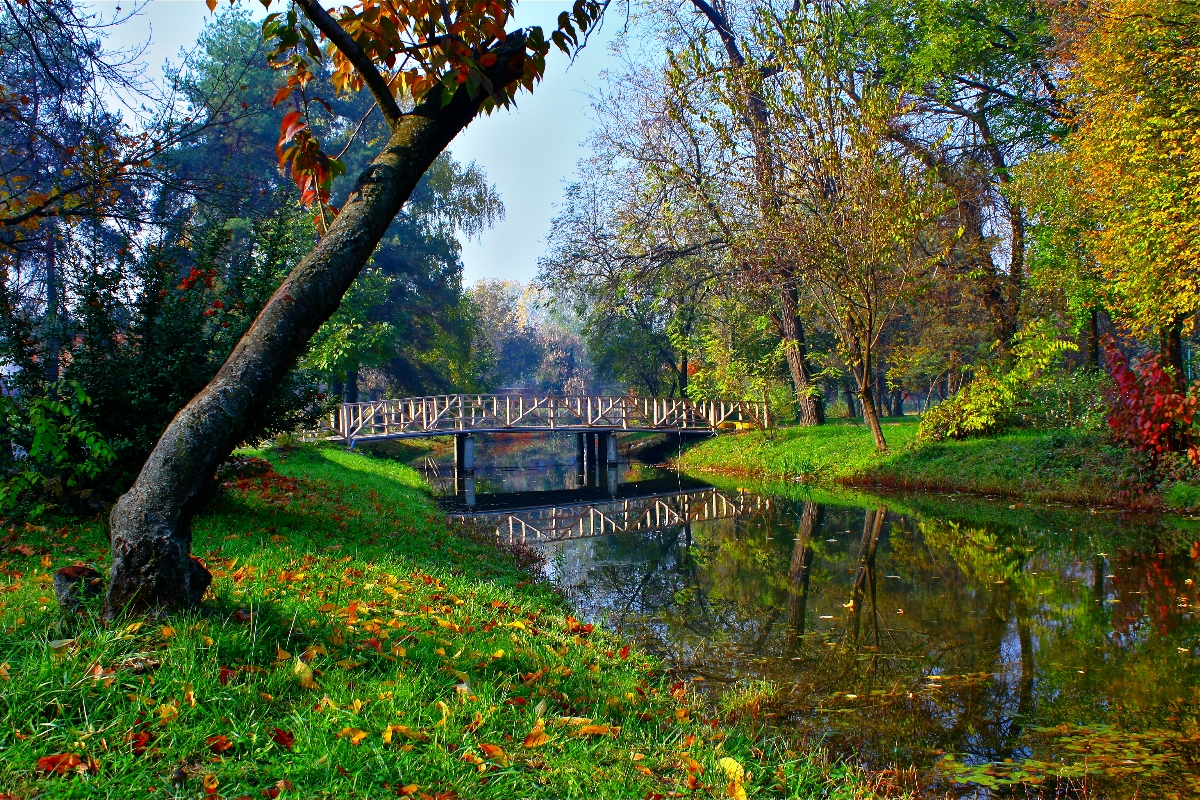
Der Skopski gradski park. 400 Fotos von Park, Zoo und Toše-Proeski-Arena in der Commons-Kategorie

Der Stadtpark (maz. Gradski Park, alb. Parku i Qytetit) liegt nordwestlich des Zentrums entlang des Vardars und erstreckt sich auf einer Fläche von 500 mal 600 Meter. Ganz in der Nähe stehen das Fußballstadion und eine Sporthalle. Der Park beherbergt auch einen Zoo, einen Botanischen Garten und einen Bonsai-Garten. Künstliche Teiche und viele Kanäle im Grünen prägen das Aussehen des Parks. Auf einem Hügel nordöstlich der Altstadt befindet sich der 700.000 m² große Gazi-Baba-Park, der aus einem Wald und Fußwegen besteht. Der Gazi-Baba-Park ist das wichtigste Naherholungsgebiet der Stadtbewohner.

### Skopje 2014

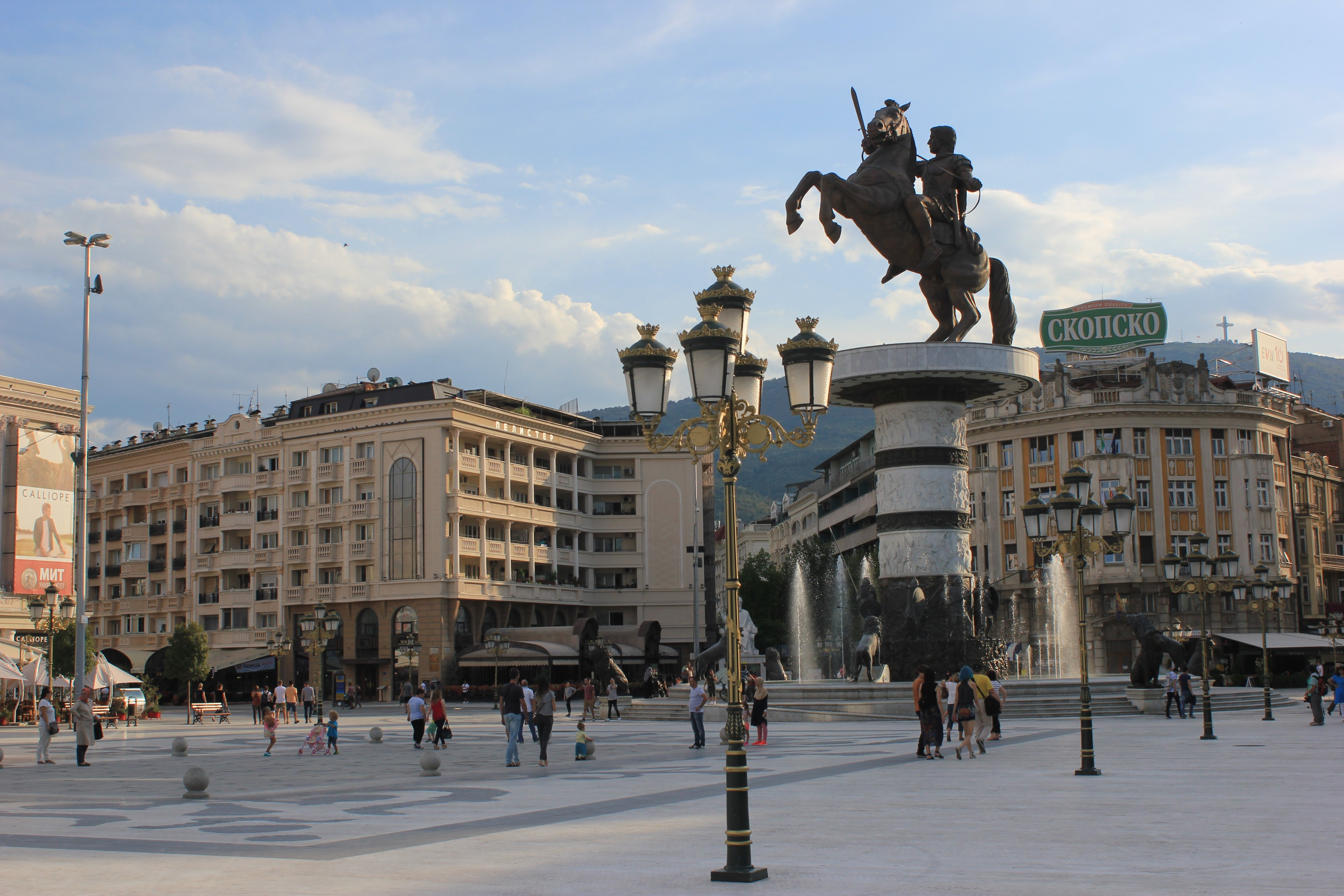
Der Platz Mazedoniens mit dem Reiterstandbild Alexanders des Großen

Die damalige Regierung unter Führung der konservativen Partei VMRO-DPMNE investierte seit ihrem Regierungsbeginn nach der Parlamentswahl 2008 in viele ethnisch-mazedonische kulturelle Einrichtungen. So wurde bis zum Jahr 2014 eine Vielzahl an Monumenten (mehrheitlich „ethnisch-mazedonische Helden“) und größtenteils historisierenden Gebäuden errichtet. Neben einer 22 Meter hohen Statue Alexanders des Großen und der größten mazedonisch-orthodoxen Kirche am Hauptplatz, sind auch neue Gebäude für das Außenministerium, das Mazedonische Staatsarchiv und weitere öffentliche Einrichtungen errichtet worden. Als die Bauarbeiten im Sommer 2010 begannen, erklärte das Mazedonische Verfassungsgericht sie für illegal, da die Planungs- und Vergabeverfahren für viele Bauten nicht vorschriftsmäßig abgelaufen seien. Die Regierung unter Nikola Gruevski erklärte diesen Gerichtsentscheid jedoch für ungültig und ließ die Bauarbeiten fortführen. Ursprünglich waren Gesamtkosten von rund 80 Millionen Euro veranschlagt, Ende 2010 schätzte man die Kosten allerdings bereits auf 200 Millionen (das entspricht 2,68 Prozent des Bruttoinlandsprodukts). Kritiker meinen, das Geld könne besser investiert werden, zum Beispiel in die zum Teil veraltete Verkehrsinfrastruktur. Die muslimische Minderheit in der Stadt (rund ein Drittel der Einwohner), allen voran die albanische, sieht sich durch die Bauvorhaben diskriminiert, da mit ihren Steuergeldern der Bau der Kirche (und anderer Einrichtungen) mitfinanziert werden soll, während die Moscheen privat finanziert werden müssen. Die Regierung und ihre Sympathisanten sehen den Bau als identitätsstiftend, die Muslime und Gegner des Baus fühlen sich vom Staat ausgegrenzt.

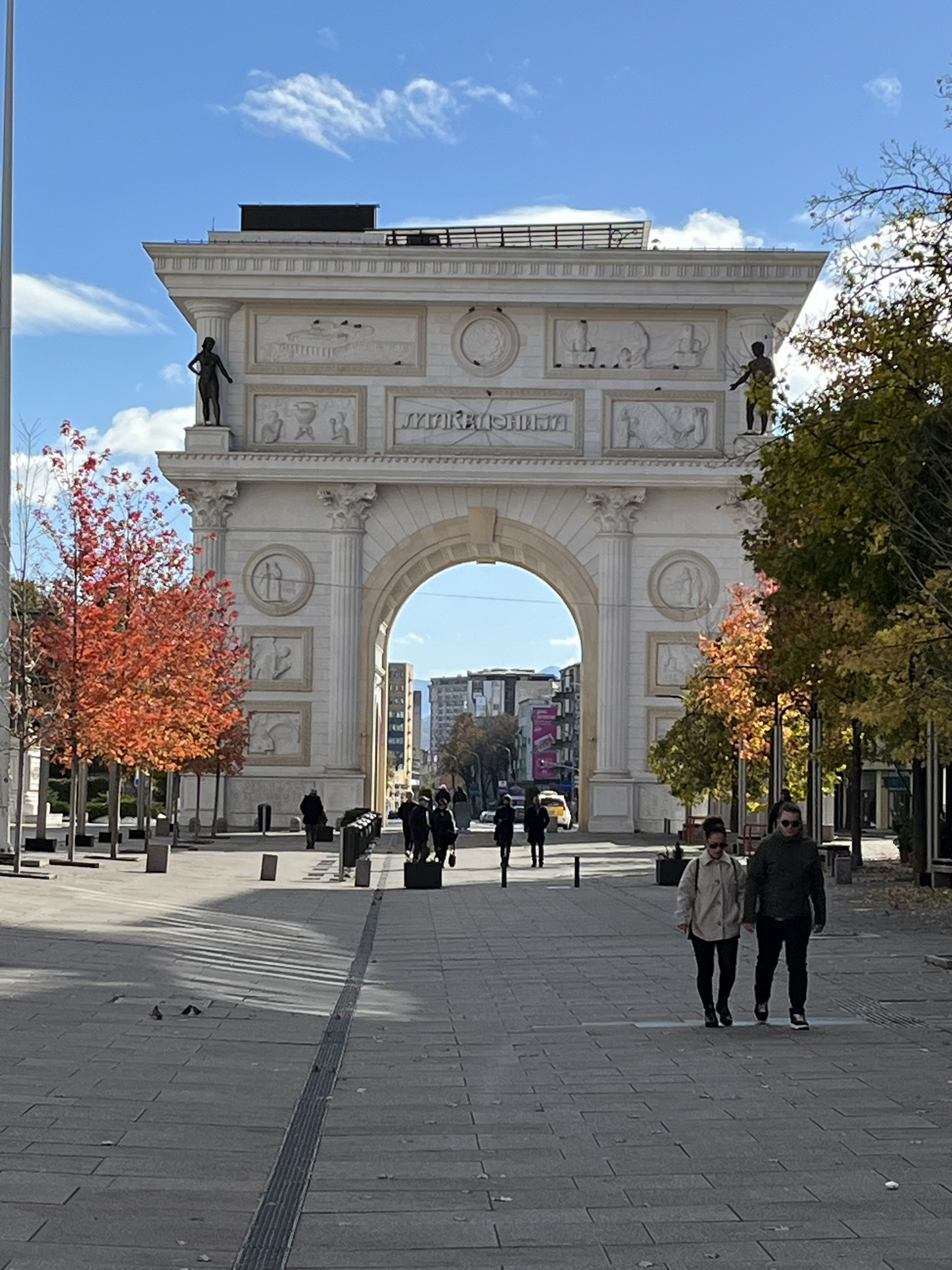
Der Triumphbogen "Makedonija"

Den Bau der teilweise nationalistisch geprägten Bauwerke und Monumente kritisierte auch das Nachbarland Griechenland. Dort erregte vor allem die imposante Alexanderstatue auf dem Hauptplatz die Gemüter (siehe hierzu Streit um den Namen Mazedonien). 2011 wurde der Triumphbogen Makedonija vollendet, der auf einem Motiv die gesamte Region Makedonien zeigt. Dies verursachte in Albanien Kopfschütteln, da die historische Region Makedonien auch einen Teil des albanischen Staatsgebietes miteinbezieht. Die albanische Regierung richtete an die mazedonische eine Demarche. Die Errichtung der Zar-Samuil-Statue wiederum verschlechterte die Beziehungen zum östlichen Nachbar Bulgarien (die sich allerdings wieder normalisiert haben), der sich bisher zum Projekt Skopje 2014 noch nie geäußert hatte. Der ehemalige Ministerpräsident Ljubčo Georgievski kritisierte 2012 das Projekt wegen des fehlenden Konzepts, der Verschwendung von Mitteln und nannte es eine „große Karikatur“, „historischen Kitsch“ und „mazedonisches Disneyland“.
Die Regierungspolitik der VMRO-DPMNE verschlechterte die innen- sowie auch außenpolitische Lage zusehends, so eskalierten auch Proteste von Albanern gegen die Errichtung einer neuen orthodoxen Kirche in der historischen Festung Kale und verschärften die innerethnischen Beziehungen weiter.

## Kultur
Skopje ist kulturelles Zentrum Nordmazedoniens. Hier befinden sich die landesweit größten Museen, Opern, Theaterhäuser und andere kulturelle Einrichtungen. Lange Zeit und auch heute noch war die Stadt ein Schmelztiegel verschiedener Kulturen und Religionen, die deutlich in verschiedener Weise ihre Spuren in der Stadt hinterlassen haben.

### Museen und Galerien

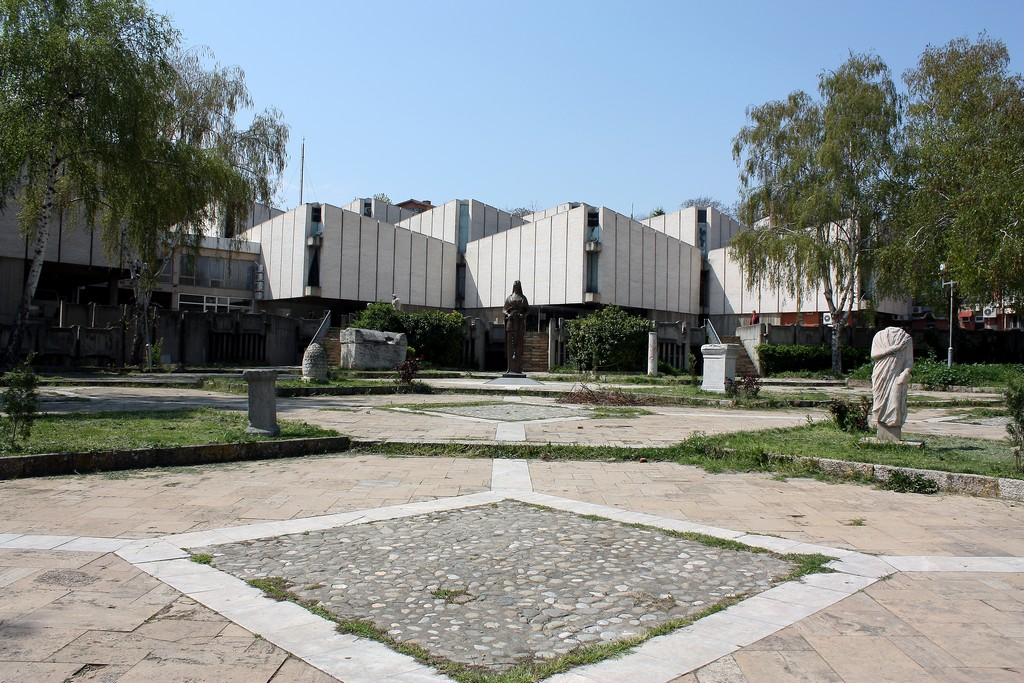
Das Museum von Mazedonien

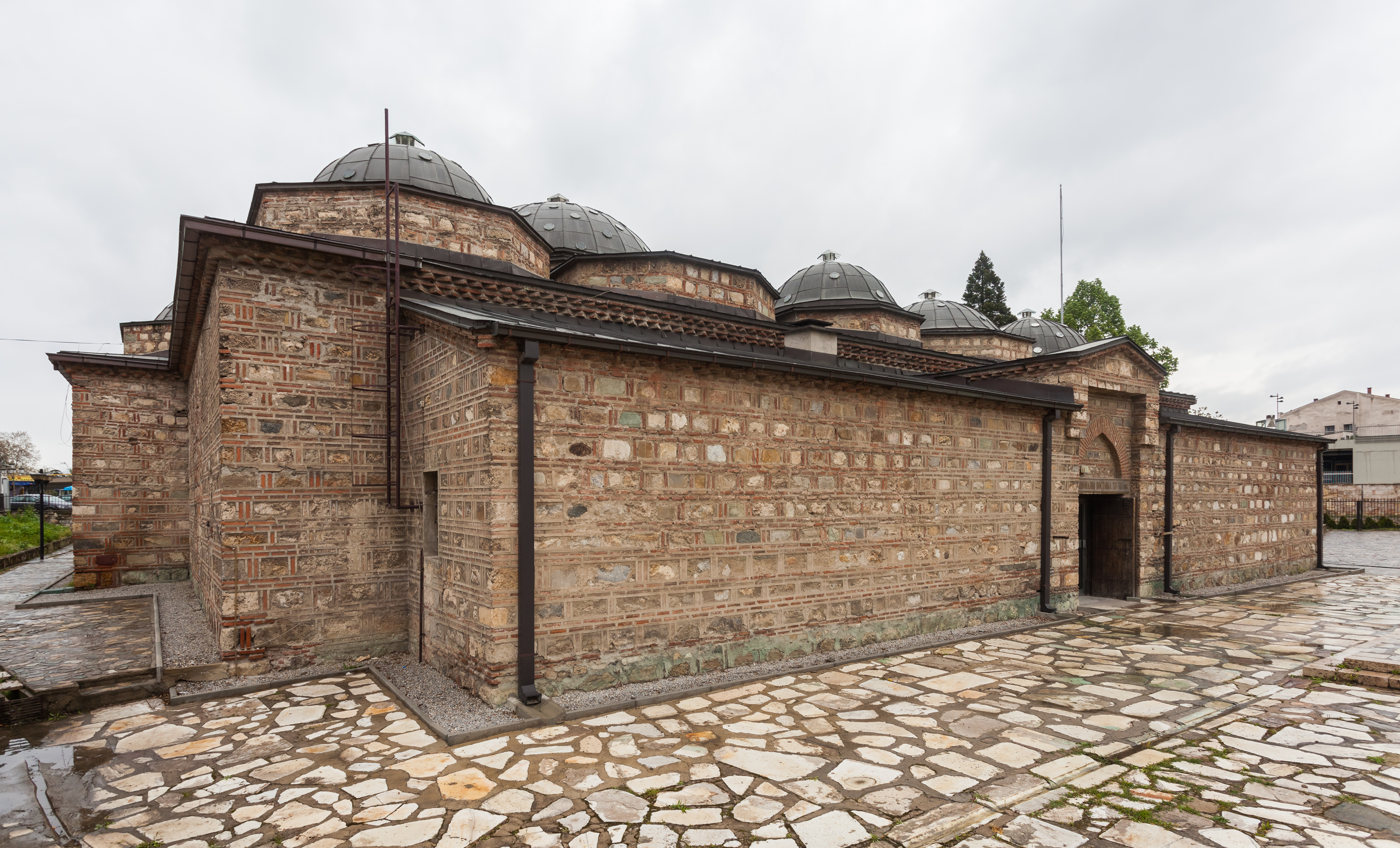
Der Çifte-Hamam, heute ist darin die Nationale Kunstgalerie untergebracht.

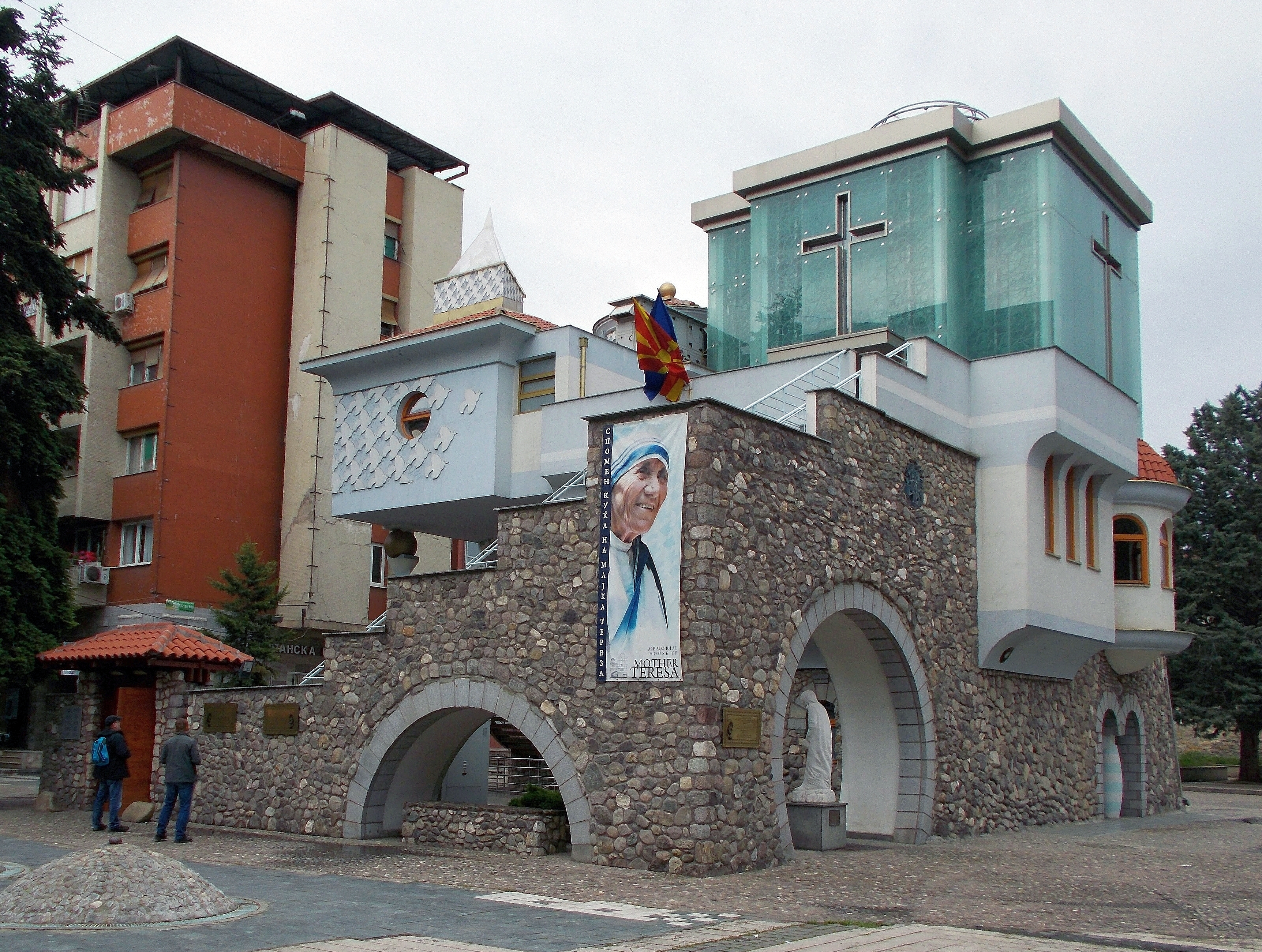
Das Mutter Teresa-Gedenkhaus steht an der Stelle ihrer Taufkirche.

In Skopje stehen zahlreiche Museen und Galerien, die zu den größten des Landes gehören. Das Museum der zeitgenössischen Kunst beherbergt die größte Kunstsammlung Nordmazedoniens und ist die wichtigste kulturelle Einrichtung der Zeitgenössischen Kunst. Am 11. Februar 1964 durch einen Stadtratsbeschluss gegründet war das neue Museum Projektteil des neuen Masterplans der Stadt nach dem katastrophalen Erdbeben von 1963. 1970 zog das Museum in das heutige Gebäude ein, welches von polnischen Architekten entworfen worden war. Das sich nördlich der Festung Kale befindende Museum hat heute eine Sammlung von 1000 Exponaten.
Das Erdbeben 1963 zerstörte den alten Bahnhof der Stadt, der 1938 erbaut worden war, und an seiner Stelle befindet sich heute neben einer kleinen Kunstgalerie auch das Museum der Stadt Skopje, das Objekte der ersten menschlichen Besiedlungen im 5. Jahrtausend v. Chr. bis heute zeigt.
Die Nationale Kunstgalerie Mazedoniens ist im ehemaligen Daut-Pascha-Hamam untergebracht, der in der Altstadt steht. 1948 als Institution gegründet weist die Galerie heute eine Kunstsammlung seit dem 14. Jahrhundert auf.
Das Museum von Mazedonien ist eine staatliche Institution und entstand 1991 aus einer Fusion des Archäologischen, Historischen und Ethnologischen Museums, welche teilweise schon seit 1924 bestanden hatten. Auf etwa 6000 Quadratmetern Fläche sind Exponate ausgestellt, die seit der Antike datieren. Das Museum ist im Kursumli Han eingerichtet, einem osmanischen Bau aus dem 16. Jahrhundert.
Das Mutter Teresa-Gedenkhaus ist eine am 30. Januar 2009 eröffnete Gedenkstätte zu Ehren der Friedensnobelpreisträgerin und Humanistin Anjeza Gonxhe Bojaxhiu, bekannt als Mutter Teresa. Das Museum liegt in der Nähe des Zentralplatzes Makedonija und beherbergt verschiedene Objekte aus dem Leben der albanisch-katholischen Geistlichen in ihrem nachgebauten Geburtshaus. Vor dem Gebäude steht zudem eine lebensgroße Statue der Ordensschwester. An der Stelle des Gedenkhauses stand früher die Heiliges-Herz-Jesu-Kirche, in der die Seliggesprochene einen Tag nach ihrer Geburt am 27. August 1910 getauft worden war.
Das Naturwissenschaftliche Museum steht nordwestlich der Innenstadt am Vardar. Ihm angeschlossen sind der Zoologische und Botanische Garten sowie der Stadtpark. Das in den 1920er Jahren erbaute Museum besitzt eine Sammlung an 4000 Exponaten aus Mineralogie, Paläontologie, Botanik und Entomologie.
Das Naturhistorische Museum ist im Oktober 1926 gegründet worden und stellt auf 1700 Quadratmetern etwa 4000 Exponate aus. Mineralien, Steine, Fossilien, Pflanzen, Wirbellose, Insekten, Fische, Amphibien und Reptilien, Vögel und Säugetiere aus dem Gebiet Nordmazedoniens werden gesammelt, studiert und ausgestellt.
Im Erdgeschoss des im 15. Jahrhundert erbauten Suli Han (Karawanserei) in der Altstadt ist das Museum des alten Basars untergebracht. Mit seiner Sammlung an Fotografien und Karten aus dieser Zeit zeigt es die Wichtigkeit Skopjes für regionale Händler. Auch Produkte aus Werkstätten und Manufakturen aus der osmanischen Zeit sind ausgestellt. Das Basar-Museum zeigt als einer der wenigen Fotos vom Erdbeben 1963.
Das Staatsarchiv Nordmazedoniens wurde am 1. April 1951 gegründet und hat eine große Archivsammlung, von der 15.000 Exemplare digitalisiert sind.
Am albanischen Nationalfeiertag, dem 28. November 2008, wurde im Stadtteil Čair das UÇK-Freiheitsmuseum eröffnet. Es zeigt das Bestreben der albanischen Bevölkerung um Freiheit und Emanzipation von der Gründung der Liga von Prizren 1878 bis zur innenpolitischen Krise Mazedoniens 2001.

### Theater

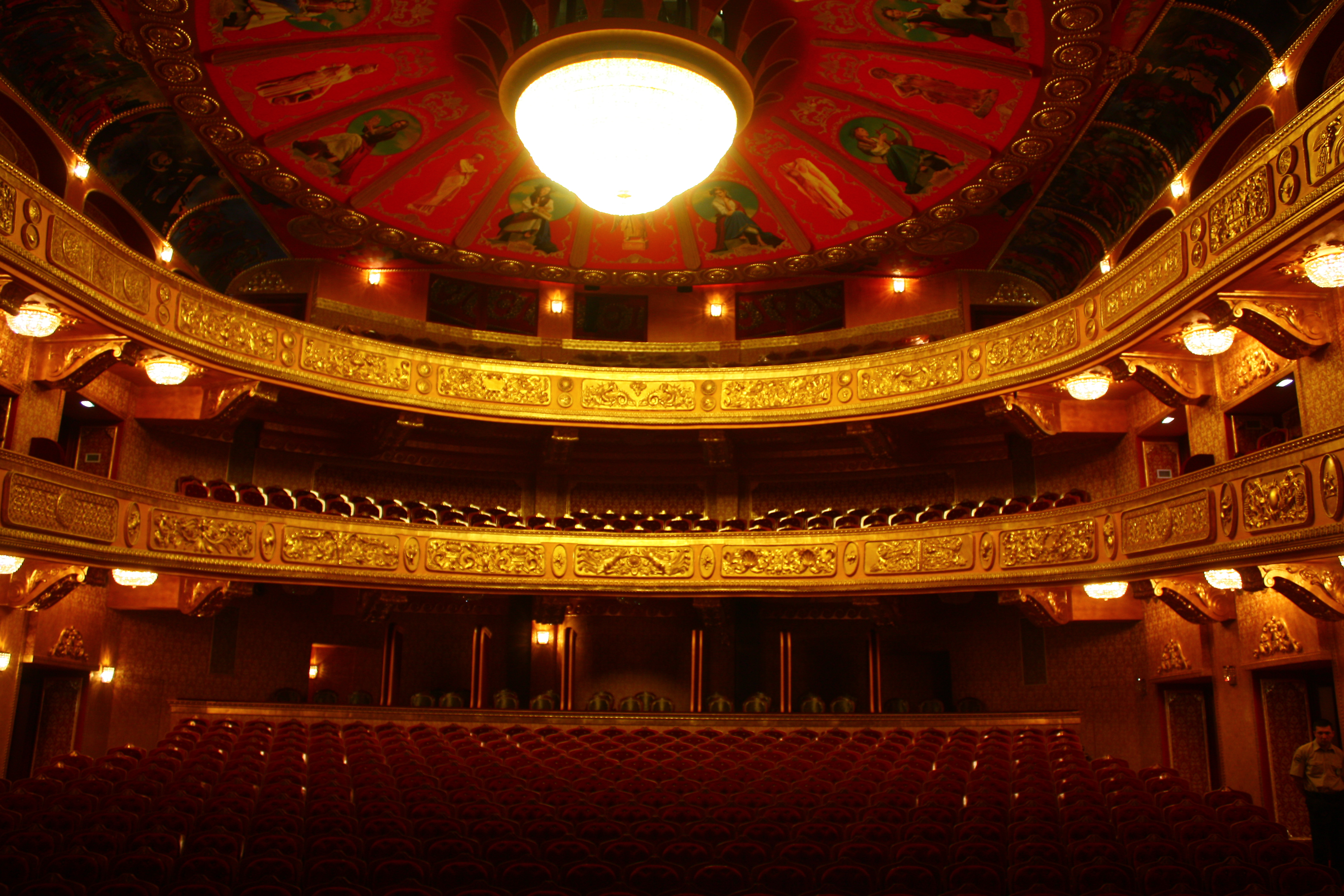
Saal des Nationaltheaters

Das Nationaltheater befindet sich gleich östlich der Steinbrücke Kamen Most am Vardar. Durch seinen Repertoire-Betrieb ist das Theater der Mittelpunkt des nordmazedonischen Musiktheatergeschehens. Das erste aufgeführte Stück war Cavalleria rusticana am 9. Mai 1947.

### Veranstaltungen
Verschiedene Anlässe haben in Skopje Tradition. Vor allem Musik- und Literaturfestivals zählen zu den größten kulturellen Ereignissen im Jahr.
Das 1979 erstmals ins Leben gerufene Kulturevent Skopje Summer Festival ist das bedeutendste und größte kulturelle Ereignis im Jahr. Künstler, Musiker, Entertainer und Performer zeigen während eines Monats im Sommer ihre Leistungen in Bereichen der Musik, Schönen Künste, Film, Theater und Multimedia-Performance. Veranstaltungsorte sind zahlreiche Einrichtungen und öffentliche Plätze.
Das Skopje Jazz Festival ist ein seit 1982 stattfindendes Jazz-Festival, das zum Europäischen Jazz-Netzwerk gehört. Neben Jazz werden auch Kubanische Musik und Experimentalmusik gespielt. Das Festival findet jährlich Anfang Oktober statt und erfreut sich immer großer Beliebtheit. Zu den bekanntesten aufgetretenen Musikern zählen Ray Charles, Herbie Hancock, John McLaughlin.
Jährlich im Juli wird das Blues and Soul Festival abgehalten, wo verschiedene Blues- und Soul-Musiker aus Europa und Nordamerika teilnehmen. Austragungsorte sind meist Clubs und Pubs.
Die May Opera Evenings sind Abende der klassischen Musik. Ballett, Oper und Instrumentalkonzerte zählen zum Programm der seit 1972 im Nationaltheater stattfindenden Veranstaltung.
Im Mai 1976 riefen junge Enthusiasten das Open Youth Theatre Festival ins Leben. Ihr Ziel war es, in Skopje ein Zentrum der jüngeren Theaterszene in Jugoslawien zu schaffen. Bald erreichten sie das auch, und das Open Youth Theatre wurde zum Ziel junger Menschen, die der Öffentlichkeit ihr Talent zeigen wollten. Alternative und experimentelle Theateraufführungen und auch Improvisationstheater werden von Regisseuren, Schauspielern und Musikern gezeigt.
Das Linden-Festival gehört zu den größten und wichtigsten literarischen Veranstaltungen Mazedoniens. Durch den mazedonischen Schriftstellerverband im Jahr 1997 gegründet können nationale und internationale Autoren, Poeten und Schreiber am Festival teilnehmen. Austragungszeit ist der frühe Juni, wo in der Stadt die Lindenbäume blühen, nach denen das Kulturevent auch benannt ist. Ein Preis wird einem nationalen und ein anderer einem internationalen Poeten vergeben.

### Sport

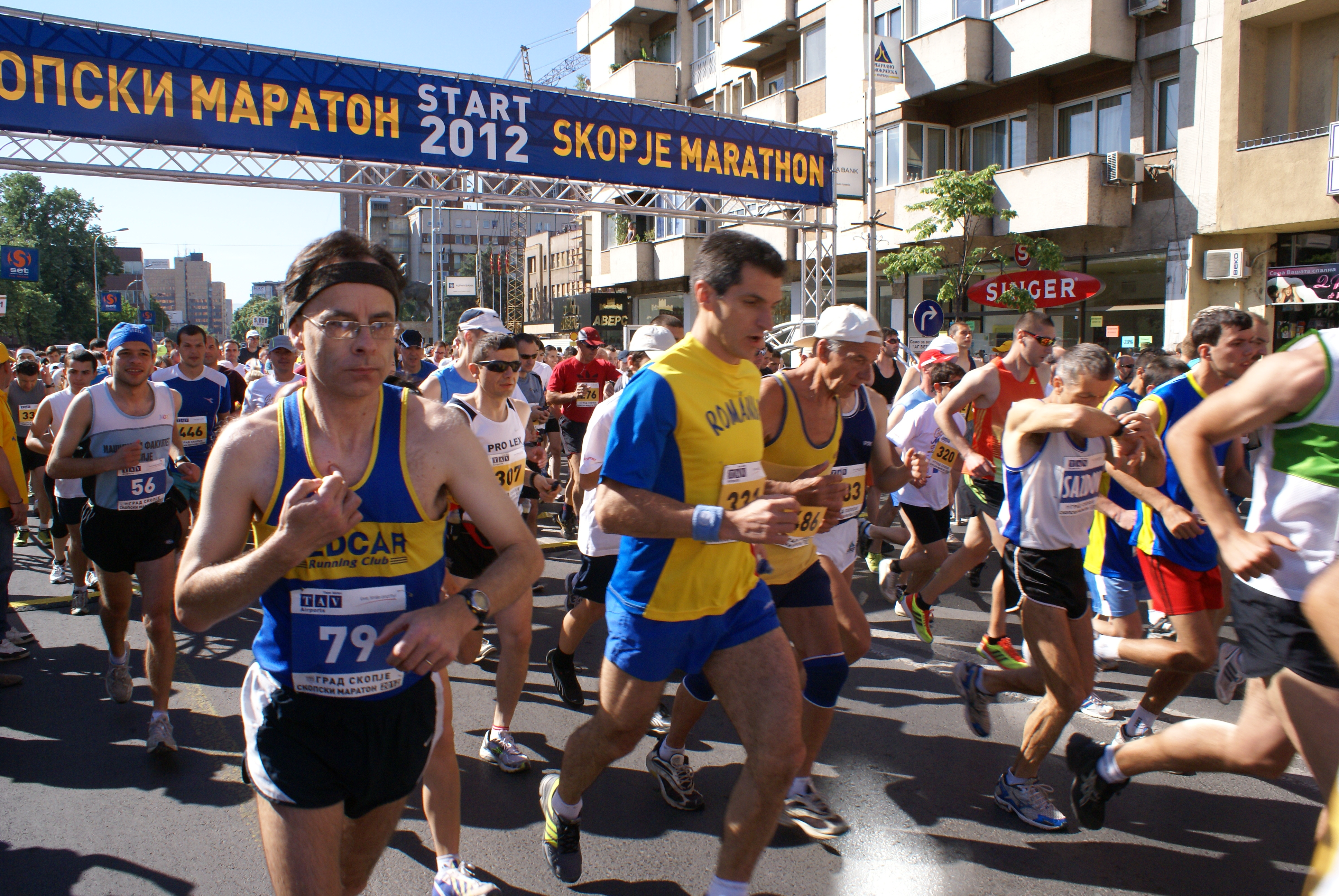
Start des Skopje Marathon im Jahr 2012

Als Hauptstadt ist Skopje das Zuhause vieler nationaler Sport-Teams und Vereine. Die Fußballklubs Vardar Skopje und Rabotnički Skopje spielen in der Prva Makedonska Liga und konnten mehrmals die Meisterschaft gewinnen. Das Fußballstadion Toše Proeski steht nordwestlich der Innenstadt am Vardar gleich neben dem Stadtpark und ist mit fast 37.000 Sitzplätzen das größte Stadion des Landes. Die beiden Fußballklubs tragen ihre Heimspiele dort aus.
Die Handball-Teams Kometal Gjorče Petrov Skopje und RK Metalurg Skopje sind die bekanntesten im Land und konnten vielmals auch an internationalen Veranstaltungen teilnehmen, auch der RK Butel Skopje spielt in Skopje.
Das Boris Trajkovski Sports Center ist eine multifunktionale Sporthalle und wird für kleinere Sportereignisse benutzt, wie beispielsweise für Hand- und Basketballspiele. Es ist nach dem ehemaligen mazedonischen Präsidenten Boris Trajkovski benannt, der 2004 bei einem Flugzeugabsturz ums Leben kam. 2008 war es einer der zwei Austragungsorte der Handball-Europameisterschaft der Frauen. Es hat eine Kapazität von 6000 bis 10.000 Sitzplätzen.
Der Skopje Marathon findet alljährlich im Spätfrühling statt und erfreut sich immer großer Beliebtheit.

## Politik

### Stadtrat und Bürgermeister
Der Stadtrat von Skopje hat 45 Mitglieder. Für die Legislaturperiode 2009–2013 und 2013–2017 teilten und teilen sich die Räte unter den Parteien wie folgt auf:
| Partei     | Ausrichtung          | Sitze 2009–2013 | Sitze 2013–2017 |
| ---------- | -------------------- | --------------- | --------------- |
| VMRO-DPMNE | konservativ          | 19              | 22              |
| SDSM       | sozialdemokratisch   | 11              | 14              |
| BDI        | albanisch            | 5               | 5               |
| DR         | albanisch            | 3               | 1               |
| PDSA       | albanisch            | –               | 3               |
| LDP        | liberal-demokratisch | 3               |                 |
| VMRO-NP    | national-konservativ | 2               |                 |
| STLS       | kommunistisch        | 1               |                 |
| GIKK       | Initiative           | 1               |                 |

Bürgermeisterin der Stadt ist seit dem Jahr 2021 Danela Arsovska (parteilos).

### Stadtsymbole
Das schildförmige Wappen von Skopje zeigt die Steinbogenbrücke Kamen Most, den Vardar, die Festung Kale und einen schneebedeckten Berg.
Die Flagge von Skopje ist ein rotes, vertikales Banner im Verhältnis 1:2. Im oberen linken Viertel ist in goldgelb das Wappen platziert.

### Städtepartnerschaften

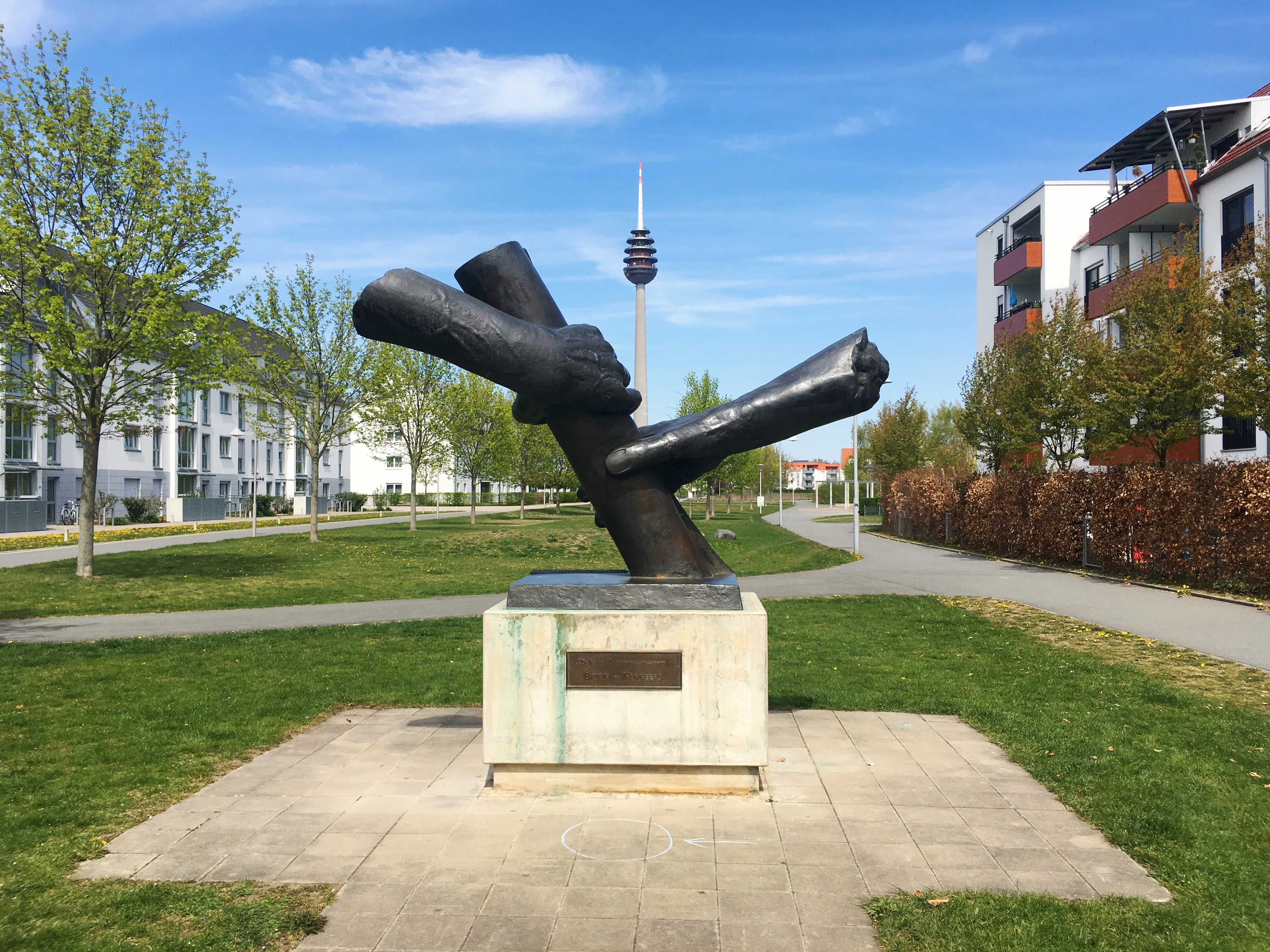
2007 an Nürnberg überreichte Skulptur, als immerwährendes Zeichen des Dankes.

Skopje pflegt seit 1961 insgesamt zwanzig Städtepartnerschaften.
| Stadt       | Land                    | seit |
| ----------- | ----------------------- | ---- |
| Belgrad     | Serbien                 | 2012 |
| Bradford    | Vereinigtes Königreich  | 1961 |
| Dijon       | Frankreich              | 1961 |
| Dresden     | Deutschland             | 1967 |
| Ech Cheliff | Algerien                | 1983 |
| Istanbul    | Türkei                  | 2003 |
| Ljubljana   | Slowenien               | 2007 |
| Manisa      | Türkei                  | 1985 |
| Nanchang    | Volksrepublik China     | 1985 |
| Nürnberg    | Deutschland             | 1982 |
| Pittsburgh  | Vereinigte Staaten      | 2001 |
| Podgorica   | Montenegro              | 2008 |
| Roubaix     | Frankreich              | 1973 |
| Saragossa   | Spanien                 | 2008 |
| Sarajevo    | Bosnien und Herzegowina | 2017 |
| Suez        | Ägypten                 | 1985 |
| Tempe       | Vereinigte Staaten      | 1971 |
| Tirana      | Albanien                | 2016 |
| Waremme     | Belgien                 | 1974 |
| Zagreb      | Kroatien                | 2011 |

## Wirtschaft und Infrastruktur

### Wirtschaft

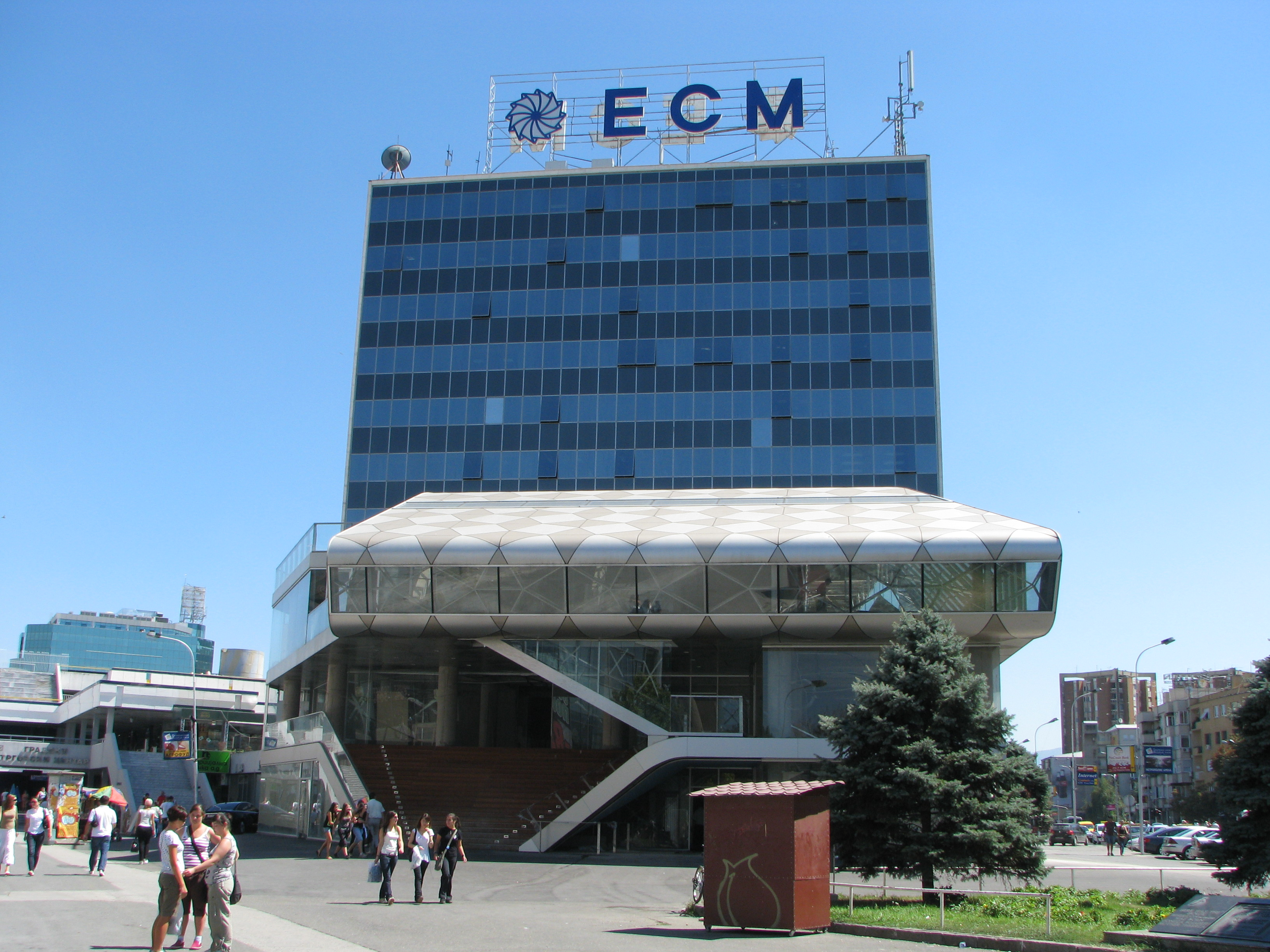
Der Hauptsitz der EVN

Skopje ist die Wirtschaftsmetropole Nordmazedoniens. Die führenden Unternehmen in allen Wirtschaftsbereichen sitzen in der Hauptstadt. Die Börse Macedonian Stock Exchange begann ihre Arbeit im Jahr 1996 und ist die größte Wertpapierbörse des Landes. Insgesamt sind 30 Aktiengesellschaften registriert. Die Nationalbank Nordmazedoniens reguliert unter anderem den Kurs des Denars. Sie hat ebenfalls ihren Sitz in der Hauptstadt. Im Jahr 2002 waren in der Stadt rund 64.000 Unternehmen ansässig. Die Arbeitslosigkeit betrug im gleichen Jahr 14,07 Prozent und lag damit tiefer als der landesweite Durchschnitt, der mit 19 Prozent beziffert wurde. Für Januar 2012 wurde die Arbeitslosenquote in Mazedonien mit 31,8 Prozent beziffert. Die Arbeitslosigkeit ist aber vor allem in der Jugend sehr verbreitet; im Jahr 2011 waren im Land 52,5 Prozent der 15- bis 24-jährigen arbeitslos.
Der Großteil der Bevölkerung ist in den Dienstleistungen beschäftigt. Dazu gehören Banken (darunter Komercijalna banka, Tutunska Banka und First Investment Bank (UNIBanka)), Versicherungen, Post (Makedonska Pošta), Telekommunikationsunternehmen (Telekom Makedonija) und Energieversorgungsgesellschaften (EVN,).
Ein nicht kleiner Teil arbeitet zudem in der Industrie, die jedoch heute teils veraltet ist, da sie vor allem während der sozialistischen Ära Jugoslawiens ausgebaut wurde. Davon zeugt das große Industriegebiet im Norden der Stadt, wo Fabriken zur Lebensmittelherstellung, Pharmazie (Alkaloid) und aus vielen anderen Bereichen stehen. Die 1982 in Betrieb genommene Raffinerie der ehemaligen Aktiengesellschaft OKTA steht außerhalb der Stadt und ist die einzige Erdölraffinerie des Landes. OKTA ging 1999 in die griechische Hellenic Petroleum auf. Makpetrol ist die größte Aktiengesellschaft im Bereich der Erdölproduktion und -verarbeitung. Auch die Schwer- und Metallindustrie nimmt einen bedeutenden Teil der Wirtschaft von Skopje ein. Makstil zählt zu den größten Stahlproduzenten des Landes. In der Bauindustrie ist die Granit AD das größte Unternehmen.
Skopje ist Messestadt. Mehrmals im Jahr finden Messen über Themen wie Verkauf, Einrichtungen, Handel, Weine, Finanzen, Tabak, Maschinen, Landwirtschaft, Energie, Elektronik, Industrie, Dienstleistungen, Technik, Erziehung, Bildung und vielem mehr statt.
Seit einigen Jahren wird auch der Tourismus zu einem immer größeren Wirtschaftszweig. Die vielen Sehenswürdigkeiten, die abwechslungsreichen kulturellen Veranstaltungen, das rege Nachtleben, die Gastronomie und die Rolle als Hauptstadt eines südosteuropäischen Landes ziehen zahlreiche Touristen aus aller Welt an. Doch mit der Touristenhochburg Ohrid kann sich Skopje noch nicht vergleichen.

### Medien
Für die Geschichte des Hörfunkes in Nordmazedonien spielt Skopje eine wichtige Rolle. Radio-Pioniere gründeten am 28. Dezember 1944, also mitten im Zweiten Weltkrieg, den Sender Radio Skopje, welcher lange Zeit auch der einzige im ganzen Land war. Die erste Radiosendung war eine Übertragung der zweiten Sitzung des ASNOM, der höchsten legislativen Gewalt im neu entstandenen Staat. Auch die nordmazedonische Fernsehgeschichte ist eng mit der Hauptstadt Skopje verknüpft. Rund 20 Jahre nach Radio Skopje wurde am 14. Dezember 1964 die erste Fernsehsendung von Television Skopje ausgestrahlt. Der Mazedonische Rundfunk MRT wurde am gleichen Tag gegründet und war bis 1993 Teil des Jugoslawischen Rundfunks JRT.
Mit der nach 1993 einsetzenden Demokratisierung wurden auch erste private Rundfunkgesellschaften gegründet. So wie der Fernsehsender A1 im Jahr 1993, der jedoch 2011 seine Arbeit wieder einstellte, und weitere wie Sitel (1993), Kanal 5 (1998) und Alsat-M (2006).
Die ersten Zeitungen Mazedoniens erschienen in der Stadt am Vardar. Die älteste Tageszeitung, die den Sozialdemokraten nahesteht, ist Nova Makedonija. Danach folgte am 11. November 1963 Večer, die national-konservativ geprägt ist. Dnevnik, Vreme, Utrinski Vesnik, Vest, Makedonija Denes und Spic sind unabhängige Tageszeitungen, Fakti und Koha die unabhängigen Tageszeitungen der albanischen Minderheit.

### Verkehr

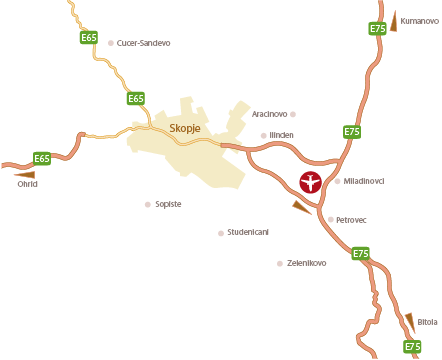
Straßenverkehrsanbindungen im Raum Skopje

Skopje ist ein Verkehrsknotenpunkt und bildet den nördlichen Eingang zum Vardartal, das eine Engstelle des wichtigen Verkehrskorridors von Mitteleuropa nach Thessaloniki in Griechenland bildet. In dem engen Tal verlaufen Bahn und Autobahn parallel. An dieser Engstelle, etwa 20 Kilometer östlich des Stadtzentrums, befindet sich auch der größte Flughafen des Landes.
Die Autobahn A4 verbindet Skopje mit der kosovarischen Hauptstadt Pristina und ist die wichtigste Route ins Nachbarland. Die A2 führt von der Hauptstadt in die westlichen und südwestlichen Städte des Landes und verbindet bei Qafë Thana Nordmazedonien mit Albanien. Diese Strecke ist Teil des Paneuropäischen Verkehrskorridors VIII, der durch Nordmazedonien die bulgarischen (Schwarzes Meer) mit den albanischen Hafenstädten (Adriatisches Meer) verbindet. Skopje ist wichtige Kreuzung dieser Paneuropäischen Verkehrskorridore, da sich hier der genannte 8. Korridor mit dem 10. Korridor kreuzt. Dieser verbindet von Salzburg Mitteleuropa mit Griechenland bei Thessaloniki.
2009 wurde die Umgehungsautobahn von Skopje eröffnet, die mit 27 Kilometern Länge die Innenstadt vom Transitverkehr entlastet. Sie führt von der Autobahnverzweigung bei Ilinden im Osten der Stadt nach Norden und endet beim Autobahnkreuz bei Kondovo im Westen der Stadt. Unterwegs verzweigt sie zudem mit der Autobahn A4. Die gesamte neue Umfahrung kostete der nordmazedonischen Regierung rund 135 Millionen Euro.

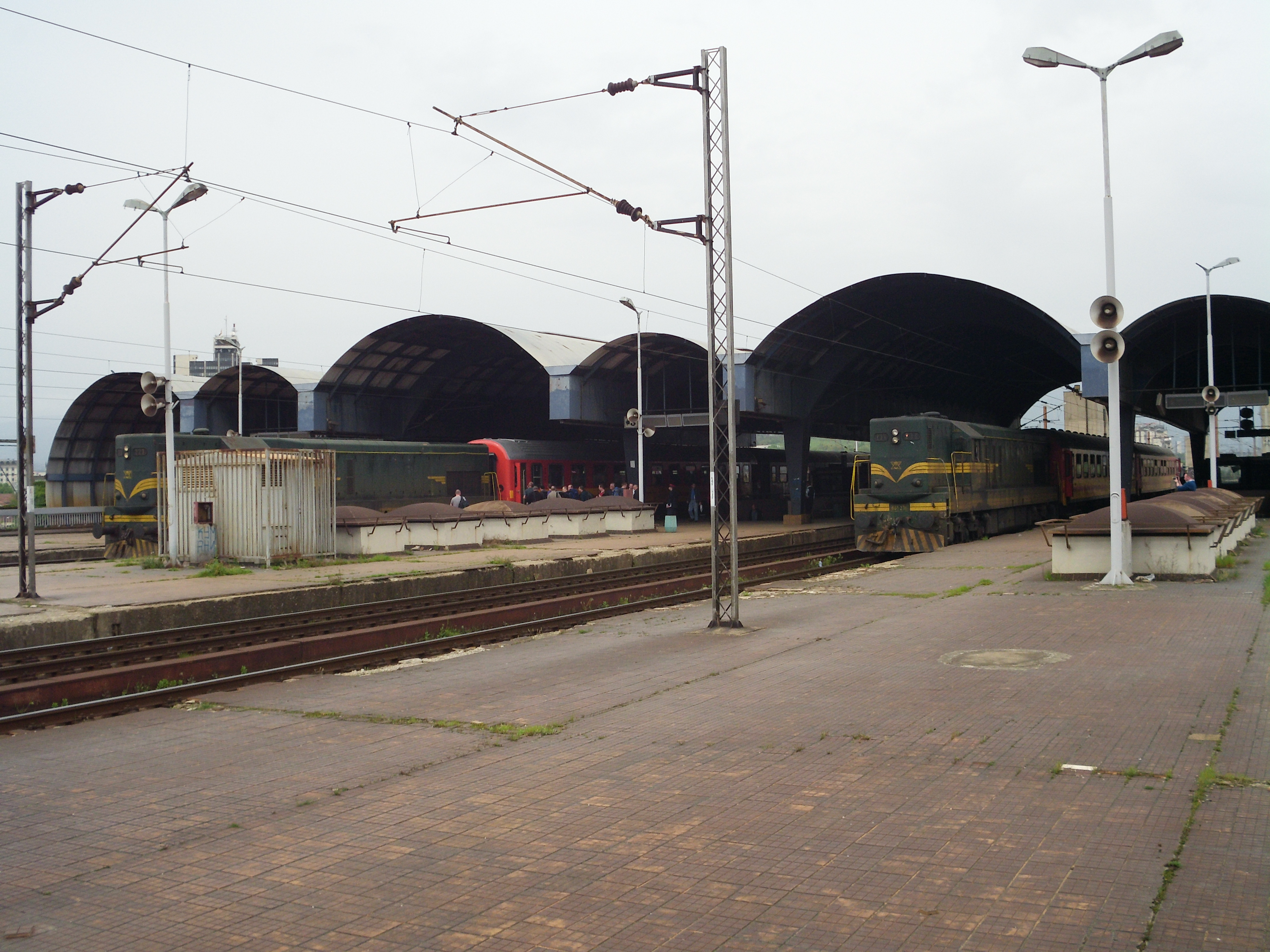
Bahnhof

Skopje ist Sitz der nordmazedonischen Eisenbahngesellschaft MŽ, die hier auch ihren Hauptbahnhof betreibt. Es gab Verbindungen nach Belgrad, Thessaloniki, Fushë Kosova und Kočani. Im Fahrplanjahr 2024 existieren lediglich inländische Verbindungen. Die Züge fahren von Skopje nach Tabanovci, Kumanovo, über Veles nach Gevgelija beziehungsweise nach Bitola und einmal täglich weiter nach Žabeni. Zudem gibt es Planungen einer Eisenbahnstrecke von Sofia nach Tirana, die durch Skopje verlaufen soll. Der neue, nach dem Erdbeben 1963 erbaute Bahnhof Skopje befindet sich im Stadtteil Aerodrom, der östlich des Zentrums liegt.
Direkt beim Bahnhof gelegen befindet sich der Busbahnhof, von wo es regelmäßige lokale und internationale Busverbindungen in die Nachbarländer und nach Mitteleuropa gibt. Im Stadtverkehr dominieren seit 2011/12 auffällige rote Doppeldeckerbusse, die vom chinesischen Hersteller Yutong nach dem Vorbild des Londoner Routemaster-Busses konstruiert wurden. Es handelt sich dabei um eine Wiedereinführung, denn bereits um 1960 herum hatte es in Skopje eine Anzahl gebrauchter Londoner Doppeldecker gegeben.
Pläne einer Straßenbahn in Skopje werden nicht weiter verfolgt.

## Bildung und Forschung

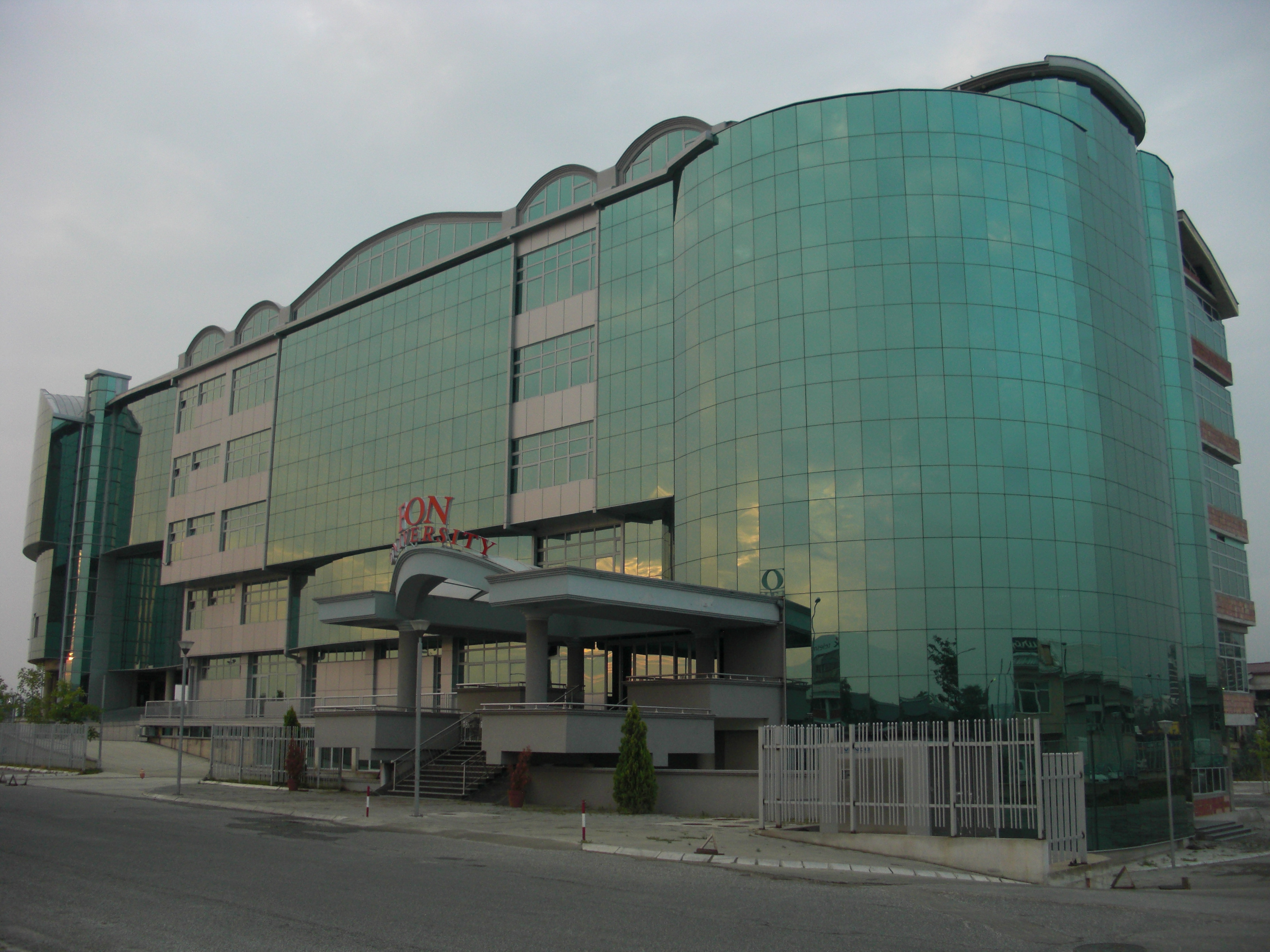
FON Universität

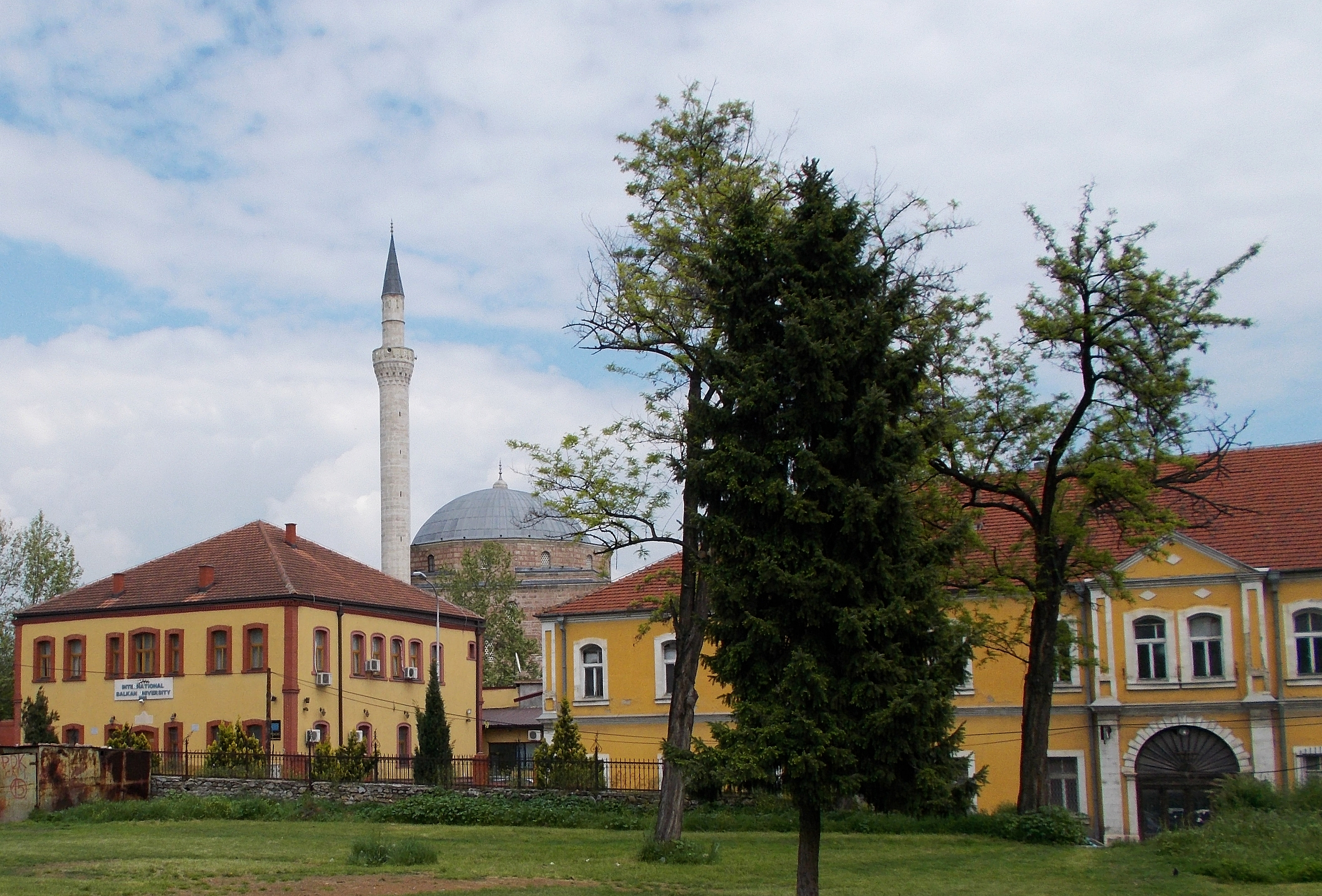
Internationale Balkan-Universität

### Schulen
Skopje hat 21 Mittelschulen/Gymnasien, die über die ganze Stadt verteilt sind.

### Universitäten und Hochschulen
Die Universität Skopje ist die größte Universität des Landes und hat etwa 50.000 Studenten. Sie ist nach Kyrill und Method benannt und wurde zwischen 1946 und 1949 gegründet. Eine weitere staatliche Hochschule ist die mit 500 Studenten weitaus kleinere Internationale Balkan-Universität. Daneben haben viele private Universitäten und Hochschulen ihren Sitz in der Hauptstadt. Darunter die erste private Hochschule Nordmazedoniens überhaupt, die FON Universität. Auch die University American College, die New York University und die Orthodoxe Theologische Fakultät zählen zu den größeren privaten Hochschulen in der Stadt und in Nordmazedonien.

### Bibliotheken
Die National- und Universitätsbibliothek Nordmazedoniens steht in der Innenstadt südlich des historischen Stadtkerns gleich neben dem Nationaltheater und ist die größte Bibliothek des Landes.
Die Stadtbibliothek, benannt nach den Gebrüder Miladinovi, besitzt heute etwa 60.000 Bücher, Noten und Zeitschriften. Sie nahm ihre Arbeit am 15. November 1945 auf und befindet sich im Stadtteil Karpoš westlich des Zentrums an der Straße Ivan Agovski.